# Hospital de la Santa Creu i Sant Pau
L'Hospital de la Santa Creu i Sant Pau és un conjunt arquitectònic modernista de Barcelona, declarat Patrimoni de la Humanitat per la UNESCO l'any 1997.
En el seu testament, Pau Gil i Serra, un banquer barceloní establert a París, on va morir solter el 1896, va disposar destinar la meitat de la liquidació de la seva banca a la construcció d'un «nou hospital» a Barcelona amb el nom de Sant Pau, dedicat a assistir pobres i que hauria de ser gestionat per una institució de prestigi reconegut. Projectat per l'arquitecte Lluís Domènech i Montaner, va ser construït en dues fases: la primera, duta a terme per ell mateix entre 1902 i 1913, que consta de tretze edificis modernistes; i la segona, realitzada pel seu fill Pere Domènech i Roura a partir de 1920, que inclou sis edificis més d'un modernisme moderat, així com altres construccions posteriors. Compta amb els materials i la decoració propis d'un modernisme amb inspiració neogòtica, en destaca la profusió de ceràmica, amb funcions profilàctiques i decoratives, maó vist i escultures que incorporen una àmplia iconografia on es mostra la visió religiosa i historicista de l'autor. Per la gran quantitat d'edificis, la riquesa ornamental i el nivell de conservació, és el conjunt més gran de l'arquitectura modernista catalana.

## Història

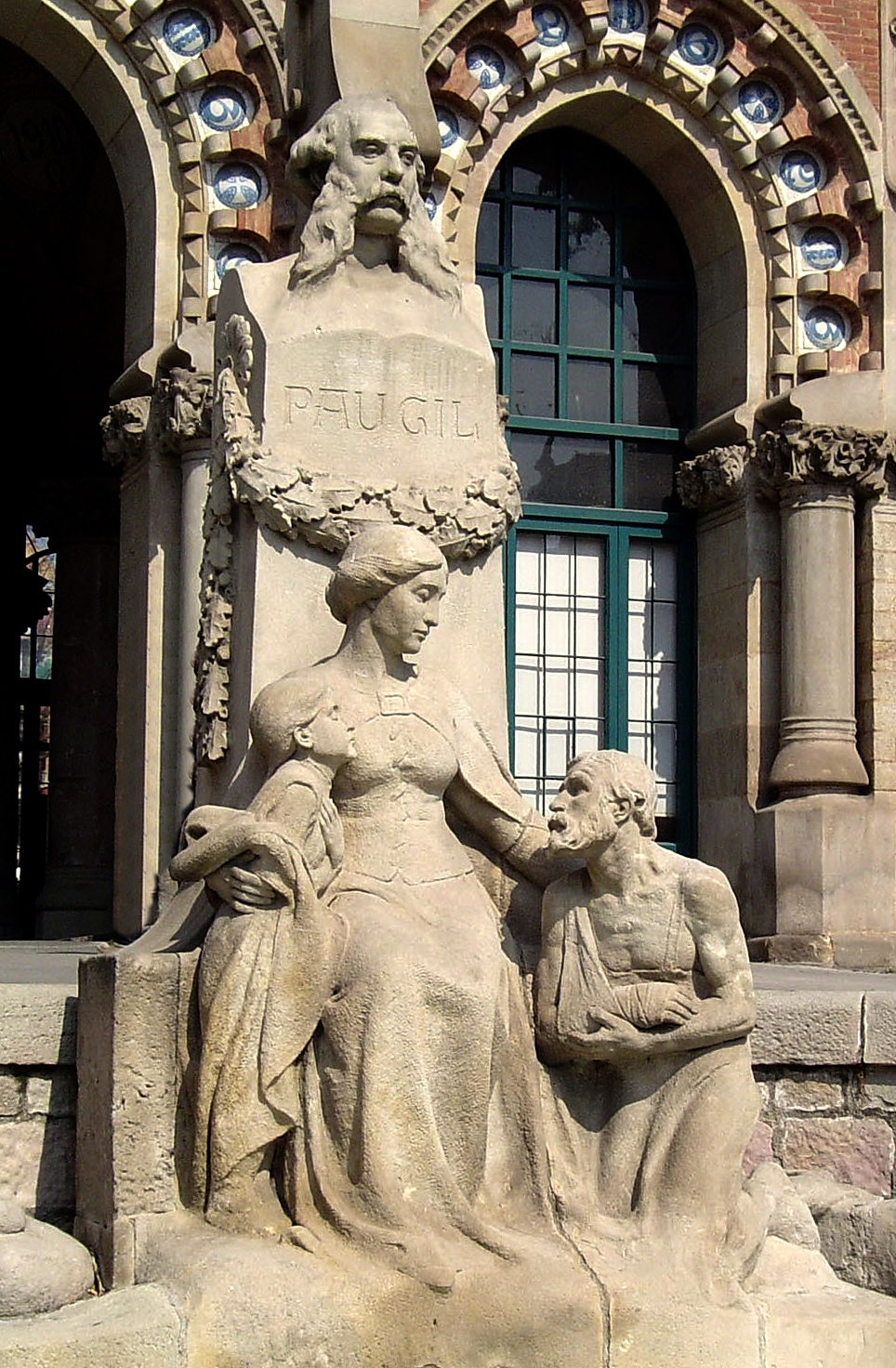
Monument a Pau Gil a l'entrada de l'hospital (Eusebi Arnau)

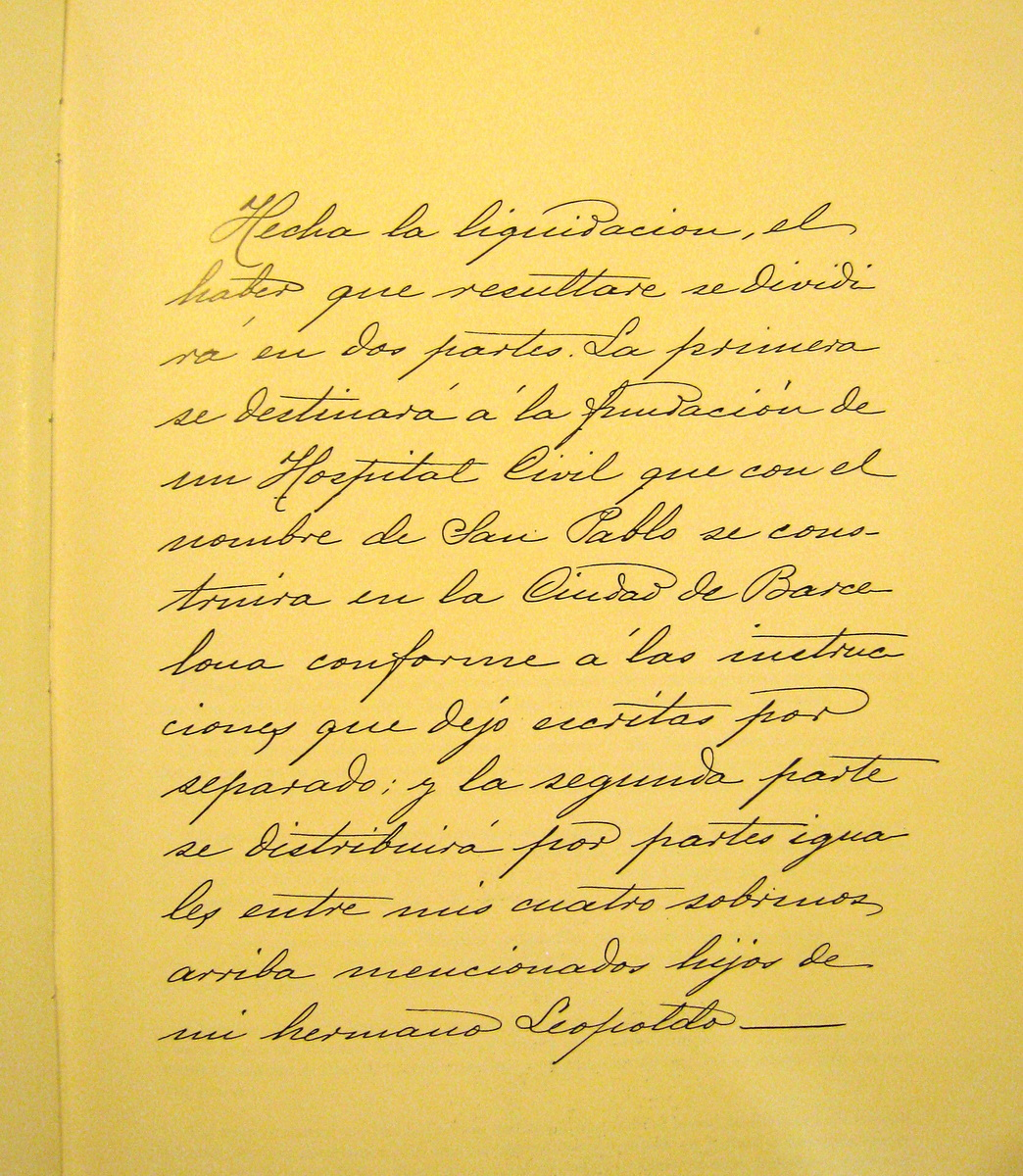
Còpia del testament de Pau Gil, on establí la creació d'un hospital

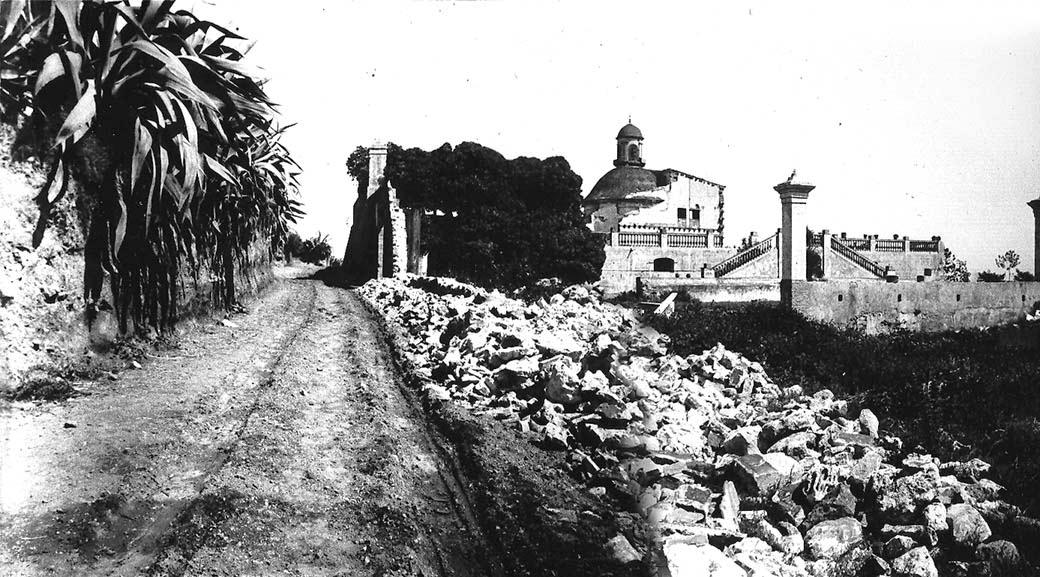
Torre Xifré, adquirida per l'Hospital de la Santa Creu, vista des de la Travessera de Gràcia

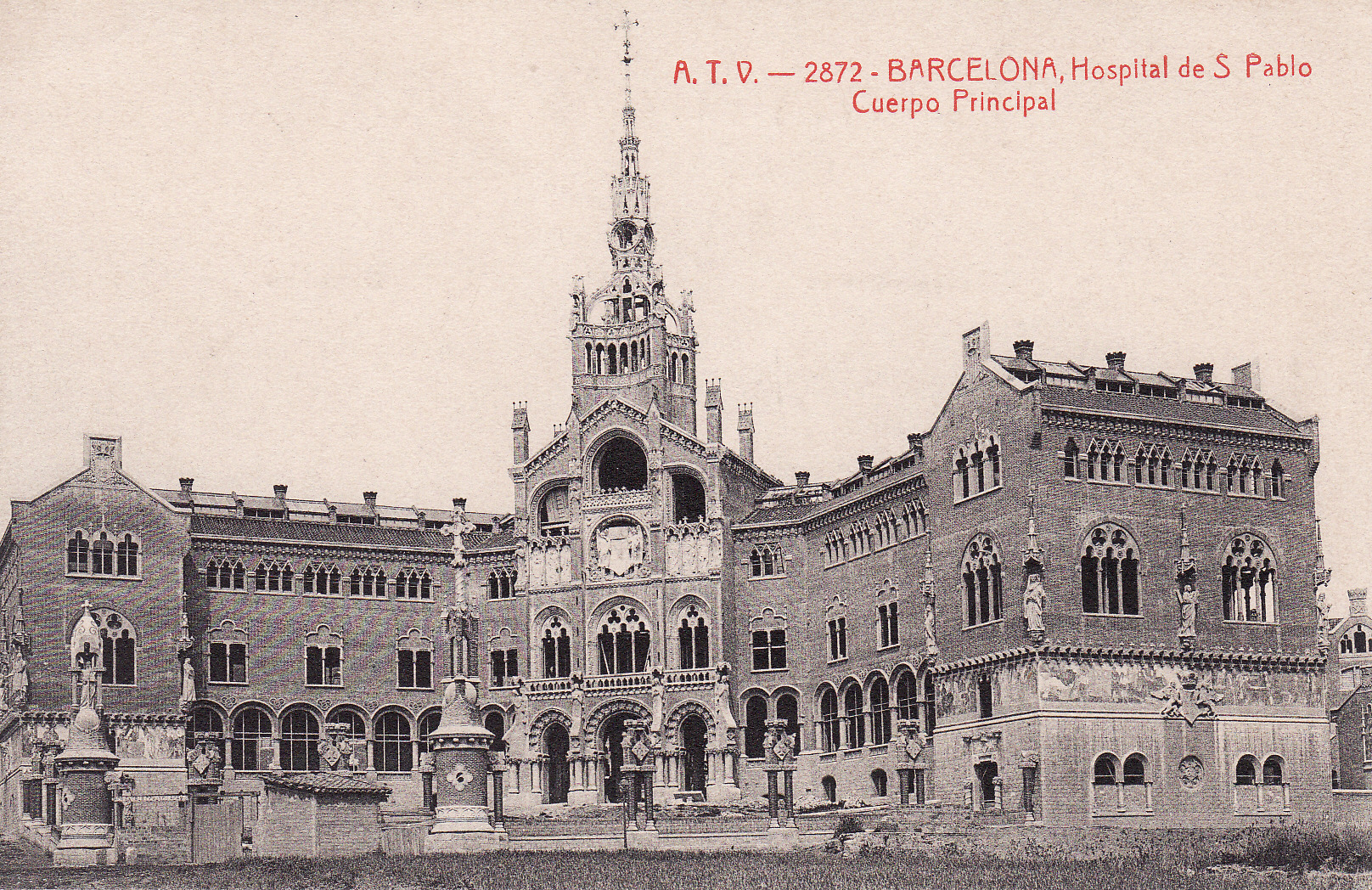
Estat de construcció el 1910

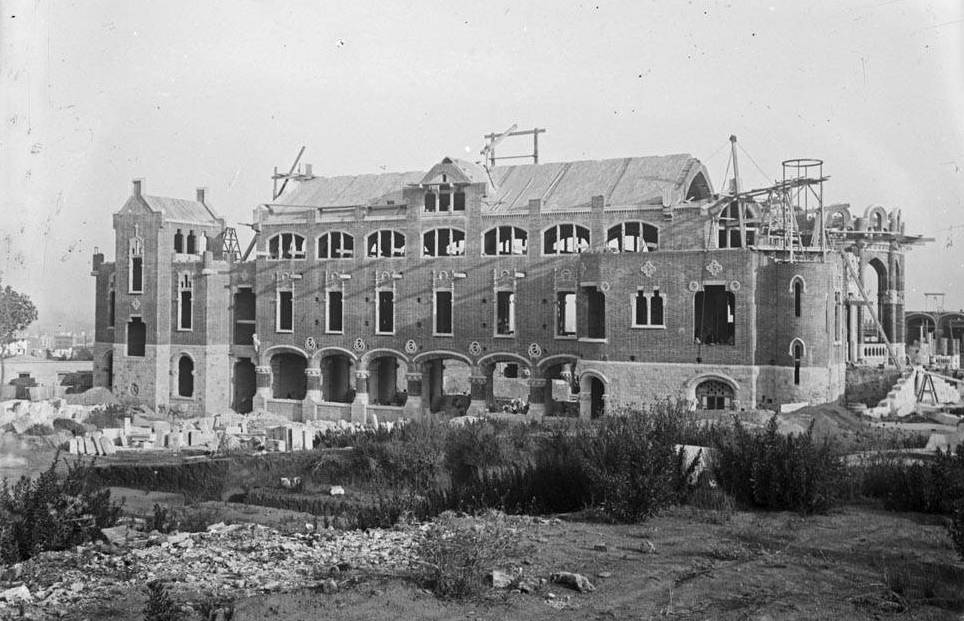
Treballs de construcció entre 1902 i 1912

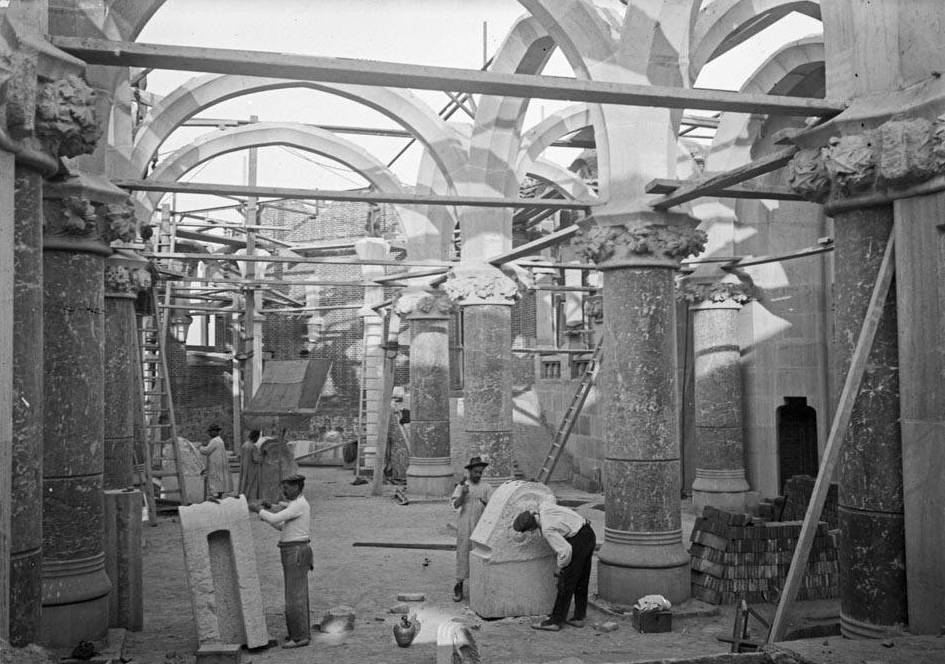
Picapedrers treballant-hi entre 1902 i 1912

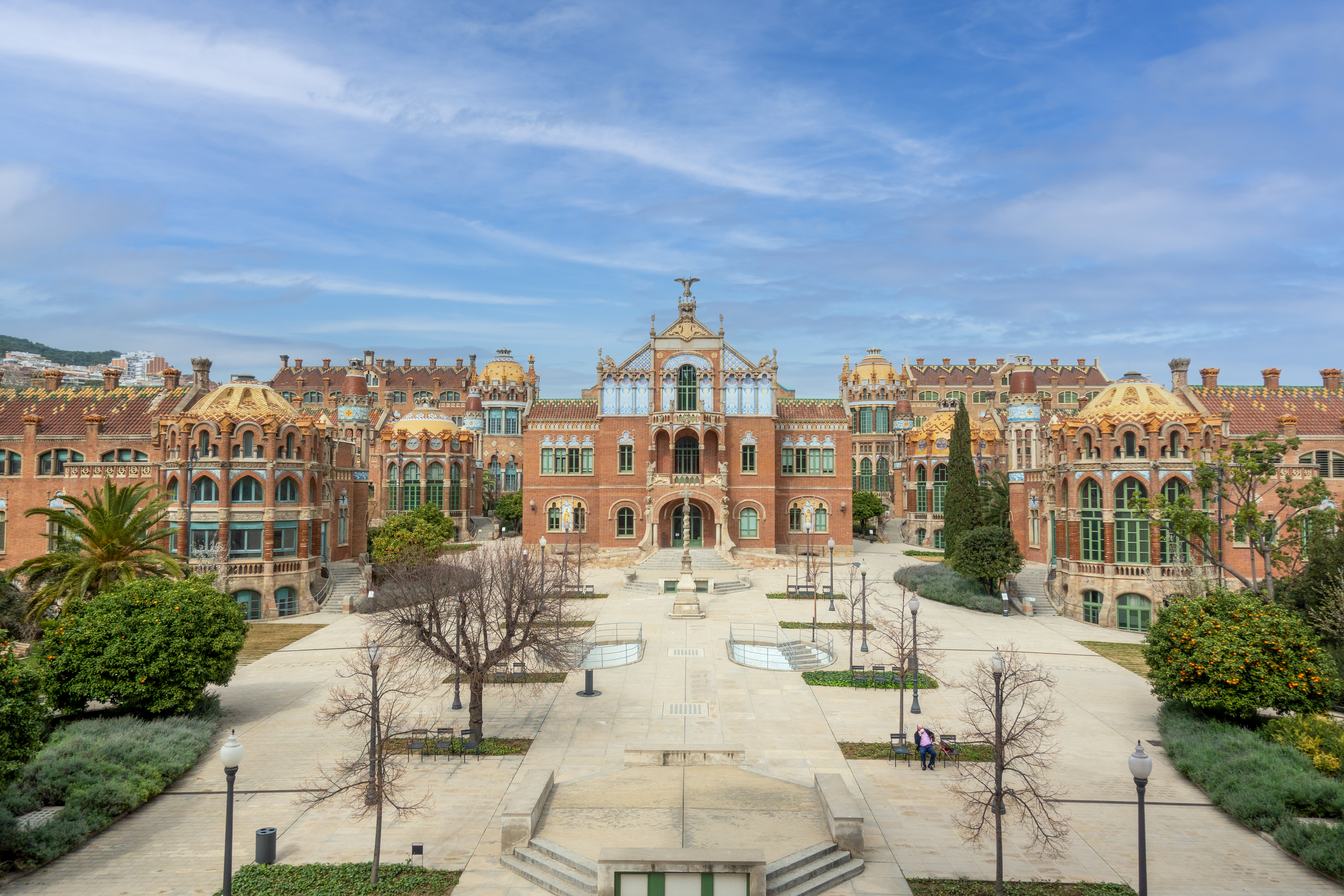
Vista del pati que envolten els pavellons modernistes de la primera fase

### El llegat de Pau Gil
Pau Gil i Serra, nascut a Barcelona el 1816 i establert a París des dels 17 anys, era un home de negocis de gran prestigi entre la burgesia parisenca que havia heretat una flota de vaixells de transport del seu pare i la Banca Gil del seu germà Pere, i va fer créixer la seva fortuna amb activitats comercials en mineria i ferrocarrils, moltes d'elles a Espanya. Solter i sense descendència, el 17 de setembre de 1892, als 76 anys, va redactar un testament on fixava una dotació econòmica de 500 francs als pobres de la seva parròquia, 100.000 per a cadascun dels seus nebots, fills del seu germà Leopold, en total 400.000 francs i 25.000 a la Congregació de la Missió dels Frares de Sant Llàtzer, a París. A continuació ordenava la liquidació de la seva banca, retornant els dipòsits rebuts, tant en títols com en efectiu, i nomenà com a executor d'aquesta disposició l'empleat de la mateixa banca, Lucio Suttor, qui, a part del seu sou, va rebre 20.000 francs un cop acabada la feina. La liquidació s'havia de dividir en dues parts: una destinada a la construcció a Barcelona d'un hospital civil sota l'advocació de Sant Pau seguint unes instruccions precises, i l'altra meitat s'havia de distribuir en parts iguals entre els seus quatre nebots. La part destinada a l'hospital varen ser uns quatre milions de pessetes. El testament i les instruccions van ser dipositats dins d'una carpeta signada i tancada al Consolat d'Espanya a París, oberta pel cònsol després de la mort del banquer, el 30 d'abril de 1896, als 79 anys.
Va nomenar marmessors a dos amics i homes de confiança, Josep Ferrer i Vidal i Carles Edmond de Sivatte, o si no hi eren i per ordre d'edat, als fills d'aquests. Sivatte, que era concunyat del seu germà Leopold Gil i Serra, va renunciar al seu càrrec per raons d'edat el 2 de maig de 1896, essent substituït pel seu fill, Manuel Maria de Sivatte i Llopart. Josep Ferrer també va renunciar i va ser substituït pel seu tercer fill, Joan Ferrer-Vidal i Soler. Gil volia que el seu ajut als pobres i a la medicina fos mitjançant un model semblant al de París, on la Beneficència Municipal gestionava els hospitals públics encara que hagin estat donats per benefactors privats, com va ser el cas d'Anselm von Rothschild a Viena o Dion Boucicault a París.
Els marmessors van haver d'afrontar una impugnació del testament per part de Pere Gil, fill del germà gran de Pau Gil, que no havia rebut res a l'herència. Va ser un llarg litigi, en el qual van intervenir els lletrats Manuel Duran i Bas, Manuel Planas i Casals, Joaquim Almeda i Xavier Tort i Martorell. Es va aconseguir arribar a un acord, però tot el procés va suposar un retard d'un any i mig en l'inici del projecte.
Seguint les disposicions testamentàries, varen procedir a la creació d'una comissió assessora per a l'adquisició dels terrenys. El 26 d'agost de 1898, van sol·licitar a la Reial Acadèmia de Medicina de Catalunya, a l'Ajuntament de Barcelona i a la Junta Administrativa de l'Hospital de la Santa Creu que cadascú nomenés una persona idònia per a decidir sobre les condicions higièniques i sanitàries que havien de reunir els terrenys. Van ser escollits Manuel Salinas y Arrivillaga, metge; Josep Domènech i Estapà, arquitecte i catedràtic de la Facultat de Ciències de Barcelona; i el canonge Valentí Basart i Dalmasas, administrador de l'Hospital de la Santa Creu. Un cop constituït el comitè d'experts, varen procedir a cercar terrenys mitjançant un concurs, i el 31 d'octubre de 1898 varen adquirir dues finques a Sarrià d'uns 30.000 m² per un import aproximat de 500.000 pessetes.
El 14 de desembre del mateix any, els marmessors publicaren un plec per a la licitació del projecte d'hospital amb unes especificacions vagues que esmentaven el nombre de llits, la ubicació en els terrenys comprats i un disseny en harmonia amb els principis de la ciència mèdica del moment, amb un límit pressupostari de dos milions de pessetes. S'hi varen presentar tres projectes, sotmesos a la deliberació d'un tribunal format pels arquitectes Emili Sala i Cortés, Pere Falqués i Urpí i Josep Amargós i Samaranch. L'abril de 1900, aquests van emetre un informe a favor del projecte de Josep Domènech i Estapà i el varen lliurar als marmessors el 22 de maig. Aquests varen voler complementar la decisió amb un dictamen mèdic i tècnic, per la qual cosa la Reial Acadèmia de Medicina va nomenar Emerencià Roig i Bonfill, l'Ajuntament Bartomeu Robert i l'Hospital de la Santa Creu Joaquim Duran i Trinxeria, que el 16 de desembre de 1900 van fer un informe negatiu dels tres projectes. Davant d'aquesta situació, els marmessors varen abonar el premi al projecte guanyador per a evitar problemes que retardessin més el projecte. Es produïren canvis al comitè assessor, ja que Domènech i Estapà, guanyador efímer, va dimitir, i el canonge Basart va morir. S'hi varen incorporar Leopold Gil, nebot del testador i l'arquitecte Enric Sagnier.
Abans d'incórrer en més despeses, decidiren assegurar el futur de l'hospital, identificant a priori la institució que se'n faria càrrec un cop construït. L'oferiren a l'Ajuntament de Barcelona, seguint la voluntat de Pau Gil, i aquest, després de posar certes condicions, hi va renunciar. Aleshores varen fer la proposta a l'Hospital de la Santa Creu, que el 21 de juny de 1901 va acceptar amb la condició que es fes als terrenys que aquesta institució ja tenia a l'antic terme municipal de Sant Martí de Provençals (annexionat a Barcelona el 1897), adquirits entre 1889 i 1890 a Josep Xifré i Hamel (Torre Milans o Xifré) i a Josep Utset i Jonullà.

#### Nou enfocament del projecte
Amb l'acord entre els marmessors i la Molt Il·lustre Administració de la Santa Creu (MIA), es va encarregar a Lluís Domènech i Montaner un avantprojecte dels dos hospitals, el de Sant Pau i el nou de la Santa Creu, i també s'hi nomenar una comissió tècnica que l'assessorés, formada pels doctors Bartomeu Robert, Emerencià Roig i Joaquim Duran.
Un cop formalitzat aquest compromís, la marmessoria va iniciar les negociacions per a permutar els terrenys de Sarrià amb uns altres contigus als de la MIA, propietat de la societat Coll Germans, i també es va demanar a l'Ajuntament de Barcelona que acabés el carrer del Dos de Maig i desviés la Travessera de Gràcia pel carrer de Claudi Coello (actualment de Sant Antoni Maria Claret). Finalment, el 14 d'agost de 1901, es va signar l'escriptura de permuta, i el novembre, aquests terrenys es van ampliar amb l'adquisició de dues parcel·les més a Montserrat de Casanovas i a Bonaventura Bassegoda, i el gener, una tercera a Carme Fiorns i Parés. Finalment, el 15 de gener de 1902 es va fer l'acte solemne de col·locació de la primera pedra amb la benedicció del canonge Pol, en representació del cardenal Casañas, bisbe de Barcelona.
A principis del mes de juliol, Domènech i Montaner i el seu equip (els arquitectes Francesc Julià, Enric Catà i Catà, Francesc Guàrdia i Vial, Pere Domènech i Roura, els delineants Miquel Salinas i Joan Labarta, l'escrivent Josep Pellicer i l'auxiliar Alfons Vicente) van acabar els plànols i el pressupost del moviment de terres, que després d'un procés de selecció va ser adjudicat al paleta Josep Gabriel, recomanat per Enric Sagnier, i els treballs es van realitzar entre l'agost de 1903 i el març de 1904.
Tanmateix, la contractació de les obres pròpiament dites es va dilatar durant gairebé un any sencer per les contínues discrepàncies sobre el projecte. Mentre els marmessors volien construir l'edifici central d'administració, vuit pavellons i el d'operacions, els representants de la MIA volien començar per l'edifici dedicat a la comunitat religiosa que s'havia d'encarregar dels malalts, cuina, farmàcia i altres edificis de primera necessitat que permetessin un ràpid trasllat des de l'antic hospital. Finalment, el gener del 1905 es va licitar el plec de condicions, essent adjudicat al contractista Francesc Vilagut i Ester, que va presentar el pressupost més baix: 1.415.713,31 pessetes. El febrer es va signar el contracte a la notaria de Miquel Martí i Beya i es van presentar els plànols a l'Ajuntament de Barcelona per a la concessió del permís d'obres. Vilagut s'encarregà del treball d'obra, carreuat, ferreria d'armar, escultura, rajoleria, terrissa, etc., i també es va ocupar de comprar la pedra de Montjuïc, la de Vilaseca, la calcària blanca, etc., ja que el subministrament dels materials més nobles es feia a través de proveïdors especialitzats. En el curs de les obres se li va haver de cridar l'atenció diverses vegades: per exemple, per utilitzar pedra provinent d'edificis enderrocats per a les parets de les galeries subterrànies; per comprar materials sense autorització; per la forma de col·locar els paviments de mosaic romà, que se li obligaren a desfer i fer-los de nou; o per la mala execució d'alguna peça decorativa en pedra.
La recepció de l'obra es va fer el 31 de maig de 1910, i alguns dels seus antics socis (Vilagut havia dissolt l'empresa poc abans): Josep Serrat, Joaquim Rius i Joan Busquets, van ser contractats per a la realització dels petits detalls que restaven per a l'acabament de la construcció, completada l'octubre de 1912. Altres contractictes foren Joan Ors, Ribas i Pradell i Agustí Segalés.

### Hospital de la Santa Creu i Sant Pau
El llegat de Pau Gil es va exhaurir quan s'havien fet 9 pavellons: el d'administració, el d'operacions, dos pavellons menors per a reconeixements i 5 d'infermeria. El 12 d'abril del 1913, els seus marmessors van lliurar el nou hospital de Sant Pau, així com els seus drets i obligacions, a l'Hospital de la Santa Creu, produint-se la fusió d'ambdós.
L'any 1921 s'inicià la segona fase de construcció mercès a la compra de l'antic hospital medieval per l'Ajuntament de Barcelona, i l'11 de març del 1923 se'n va col·locar la primera pedra. La reducció pressupostària i el canvi d'estil arquitectònic donà com a resultat uns pavellons més austers i amb una escassetat d'elements decoratius. Amb tot, els dos primers pavellons fets Pere Domènech i Roura (Sant Manuel i l'Assumpció) són encara bessons dels inicials, la qual cosa denota l'activa participació del seu pare. En aquesta fase també es construïren altres edificis singulars com el pavelló de la Convalescència, l'església, el pavelló de les cuines i la farmàcia que tanca el carrer central del complex.
Amb l'acabament d'aquesta segona fase el 1925, es van poder traslladar l'any següent els serveis de l'antic hospital. Als anys 1960, s'hi afegiren noves instal·lacions sense gens de respecte a l'obra original, i posteriorment la clínica de nefrologia de la Fundació Puigvert.
L'any 2009 es va inaugurar el nou centre hospitalari, situat a l'angle nord del recinte, a la cantonada dels carrers de Mas Casanovas i Sant Quintí. És obra dels arquitectes Esteve Bonell, Josep Maria Gil, Francesc Rius, Josep Lluís Canosa i Sílvia Barbera, i té forma de mà: l'edifici principal, de 36.022 m², concentra les consultes externes, els gabinets d'exploració, els hospitals de dia, les sales d'operacions i l'arxiu d'històries clíniques; els quatre dits, amb una superfície de 46.878 m², són destinats a hospitalització, cures intensives, urgències, laboratoris, diagnosi per la imatge, farmàcia i radioteràpia. Un cop desafectats, alguns dels pavellons del recinte modernista van ser restaurats a fons entre els anys 2010 i 2014, i s'hi han instal·lat una sèrie d'institucions dedicats a la recerca i la investigació en el camp de la salut, la sostenibilitat i l'educació.

## Arquitectura

### Disseny de l'espai

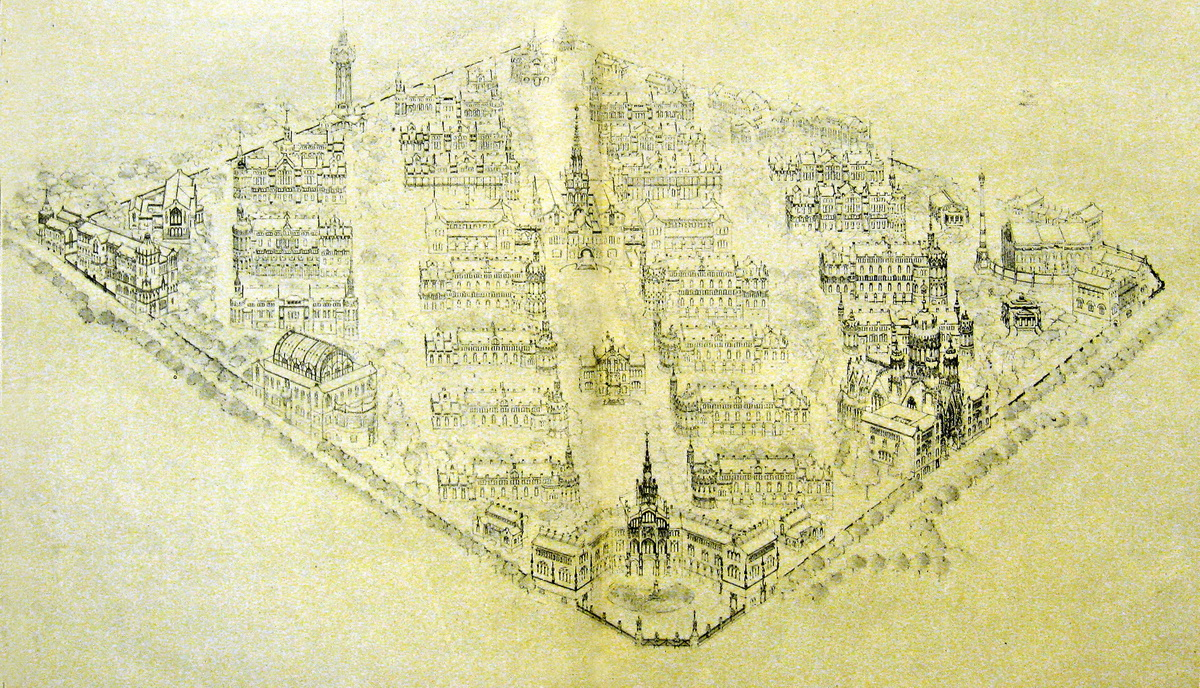
Disseny original de Domènech publicat a l'Anuari del Col·legi d'Arquitectes de 1914, quan se li va concedir el premi especial del concurs anual d'edificis artístics

El conjunt ocupava una superfície de 145.470 m², equivalent a nou illes del Pla Cerdà.
Domènech i Montaner va gaudir d'una llibertat absoluta en el disseny, la construcció i la decoració de l'hospital, la qual cosa li va permetre fer un ampli desplegament de tots els coneixements acumulats al taller del Castell dels Tres Dragons creat després de l'Exposició Universal de Barcelona (1888), on va comptar amb artesans que col·laborarien amb ell a l'hospital de Sant Pau, com Eusebi Arnau o la fàbrica Pujol i Bausis. Havia tingut l'ocasió de desenvolupar conceptes i tècniques aplicables a un centre sanitari a l'Institut Pere Mata de Reus, el qual acabava de construir. També va estudiar diferents solucions que s'estaven aplicant a Europa (Hospital Lariboisière a París, St.Thomas a Londres, Brugmann a Laeken (Bèlgica) i l'hospital militar de Toul), i finalment plantejà un programa higienicoarquitectònic basat en pavellons aïllats enllaçats entre si per una galeria subterrània, una solució absolutament innovadora.

El terreny seleccionat acomplia amb aspectes sanitaris importants que actualment ja no es tenen en compte, com ara la «ubicació al peu de la muntanya en una zona allunyada de la ciutat i amb vistes al mar», si bé d'altres encara serien vàlids avui en dia, com el fet de disposar d'una gran proporció d'espai interior enjardinat on malalts i visitants podien passejar i estar a l'aire lliure, sentint-se més en un sanatori que no en un hospital tancat. Això és possible gràcies a la concepció que li va donar Domènech de conjunt hospitalari amb una trama urbanística pròpia orientada en un eix nord-sud gaudint de la màxima radiació solar cap a les façanes principals. La visió innovadora de l'arquitecte li aporta al conjunt una personalitat pròpia en què fuig del concepte de «palau-hospital» i s'acosta al de «ciutat jardí», una petita ciutat inserida dins l'urbs, un conjunt funcional, estètic, humà i modern.

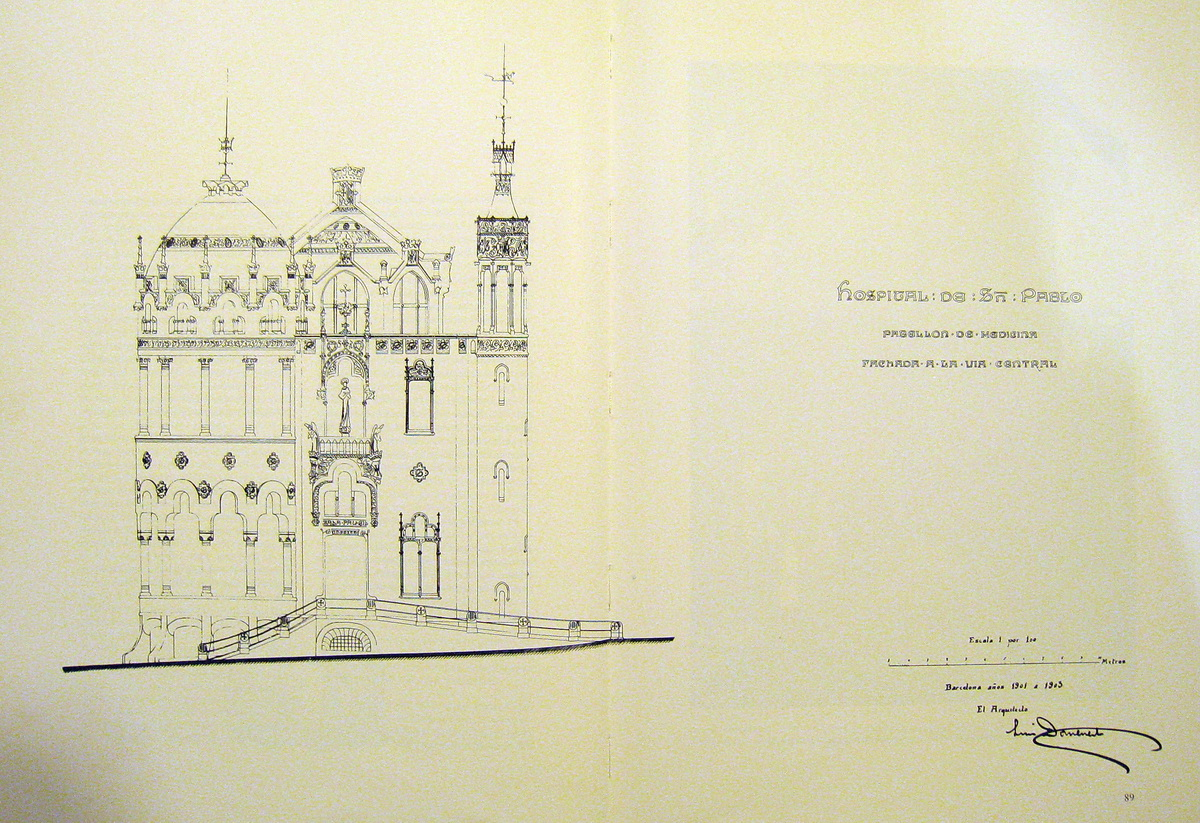
Alçat d'un pavelló d'infermeria

A més, amb aquesta distribució interior pròpia, l'arquitecte aconseguia un alineament contrari a la trama Cerdà manifestant d'aquesta forma la seva oposició al disseny urbanístic de l'Eixample, del qual era un actiu detractor.

### Projecte original
El projecte original constava de 48 pavellons construïts segons un patró de disseny i distribuïts al voltant de dos eixos principals (sud-nord i est-oest) de 50 m d'amplada, amb uns carrers complementaris de 30 m. Aquests eixos principals, ubicats a les diagonals del quadrat tancat del conjunt, formen una creu que és el símbol omnipresent de l'hospital i que referencia a l'hospital original. 25 havien de ser d'un pis, 11 de dos pisos i altres 12 destinats a serveis diversos. Tots ells comptaven amb soterrani i estaven interconnectats per galeries subterrànies perquè s'hi poguessin desplaçar personal i malalts sense haver de sortir a l'exterior. Feien també les funcions de galeries tècniques per a ubicar les instal·lacions i conduccions externes als pavellons, facilitant-ne el manteniment.

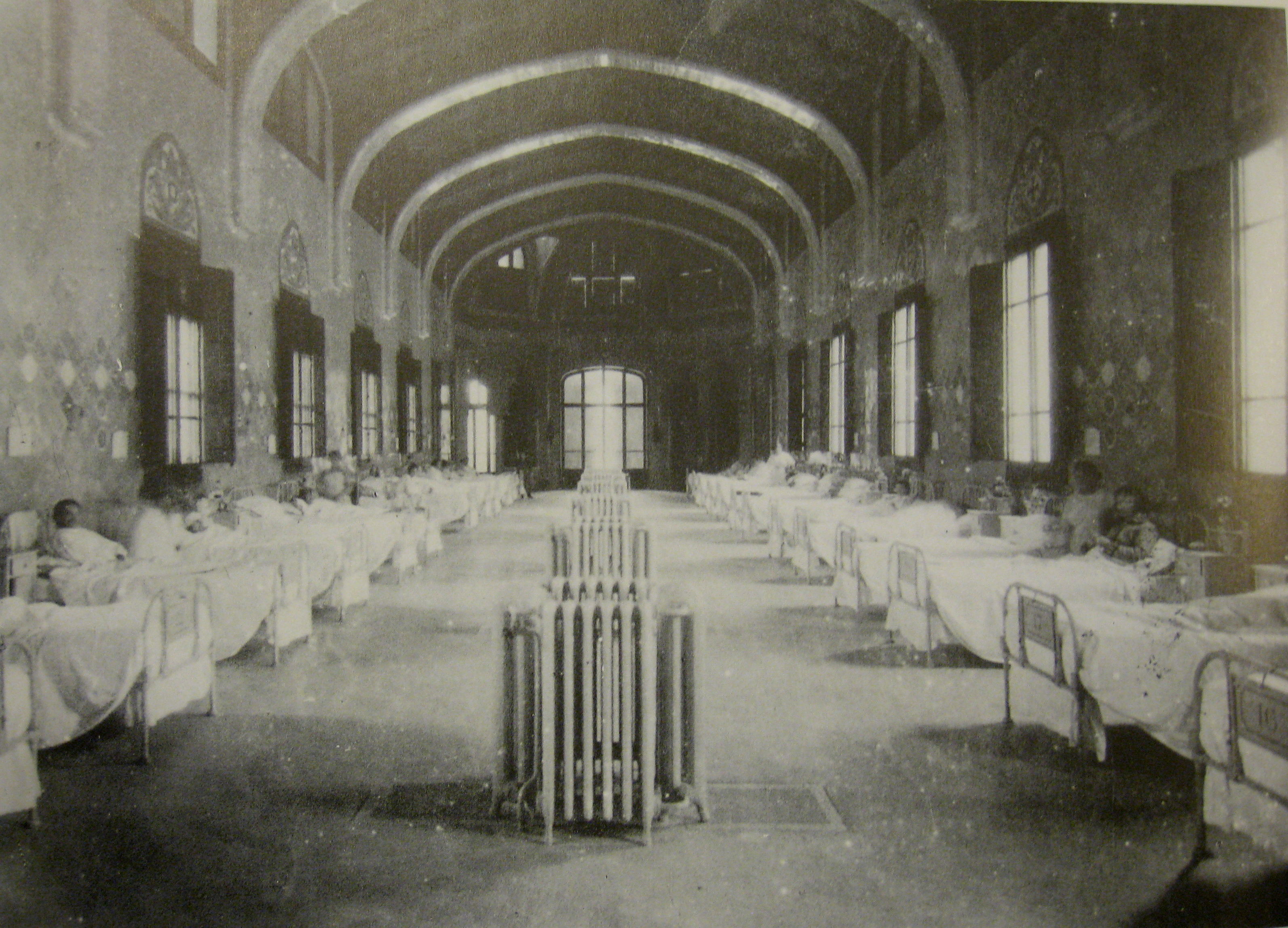
Sala d'un pavelló de cirurgia poc després de la inauguració de l'hospital

Les diferents alçades havien de permetre suavitzar l'efecte visual del pendent del terreny. Els únics que eren diferents en forma i alçada eren el d'administració (edifici principal), el de la comunitat religiosa que atenia els serveis —que es troba al mig de la creu— i el d'operacions, a mig camí entre els dos.
Els pavellons dedicats als malalts comptaven amb una sala d'hospitalització rectangular de grans dimensions, amb una estructura modular composta per una successió de vuit arcs lleugerament apuntats amb set voltes intermèdies, sustentades en pilars entre finestres. En un dels extrems de la nau central, Domènech va disposar-hi dos elements cilíndrics: el dipòsit d'aigua i un espai de servei que incloïa una sala rodona, al costat de l'accés, concebuda com a «sala de dia» per als malalts i els seus familiars. Cada planta disposava d'un espai independent per al personal sanitari.
La façana principal dels pavellons està formada per la porta d'entrada, molt ornamentada amb un marc en pedra i decoració floral. A sobre mateix de la porta apareix la part decorativa més rica i simbòlica respecte a la identitat del pavelló i compta amb el patró o patrona dins d'un templet flanquejat per dos pinacles amb ceràmica vidriada als extrems. En alguns casos, el conjunt es completa amb figures d'àngels al costat del templet amb l'advocació.
Destaca la precisa descripció dels materials que Domènech va fer al plec de condicions de l'obra. S'hi descriuen les qualitats, gruixos, colors, mides i acabats. Els materials principals són el maó, la pedra de Montjuïc per a escultures, frisos i elements decoratius; el marbre de Macael per a les escales del pavelló d'administració i pedra nummulítica de Girona per a la resta; les teules àrabs vidriades monocromes de diversos colors per a poder decorar les teulades; mosaic ceràmic i paviment hidràulic; fustes de pi de Rússia i de Suècia.
Entre els pavellons s'ubicava una zona enjardinada amb un camí giragonsant que generava dos espais verds enganxats al costat nord d'un pavelló i al sud del contigu, obtenint una zona per l'hivern i altre per l'estiu. Aquest enjardinament també va ser dissenyat amb cura tenint en compte el servei que havia d'acomplir, que no era cap altre que crear un entorn saludable i tranquil per als malalts que hi residien. Entre els arbres plantats hi figuraven castanyes d'Índia, aurons americans, arbres de Judea, cedres, xiprers, taxus o avets blancs.
El disseny de l'espai recollia també el fet de separar els pavellons entre homes i dones. Els dels homes, al costat de llevant porten noms de sants protectors masculins i els de les dones, al costat de ponent són de santes o d'advocacions de la Mare de Déu. Tenia especial cura en separar els pavellons de cirurgia d'aquells que eren per malalties contagioses o infeccioses i, dins d'aquests, reservava uns petits pavellons (finalment no construïts) per a fer quarantena.
Un altre aspecte del disseny inicial absolutament innovador tenia a veure amb l'ús de les noves tecnologies, tant les tècniques i de confort com la calefacció i la llum elèctrica, que es generava al mateix recinte, com les referides a la medecina, comptant amb un important departament de farmàcia que cal interpretar com una activitat de recerca, pròpia d'una universitat.
El resultat del disseny previst donava una proporció de 145 m² per llit, comptant els espais de servei i de jardí, una ràtio molt superior als estàndards europeus que se situaven en 100 m².
En la més pura línia modernista, Domènech va actuar en aquesta obra com un artista integral cuidant tots els aspectes funcionals i les arts decoratives fins a l'últim detall.

#### Emblemes

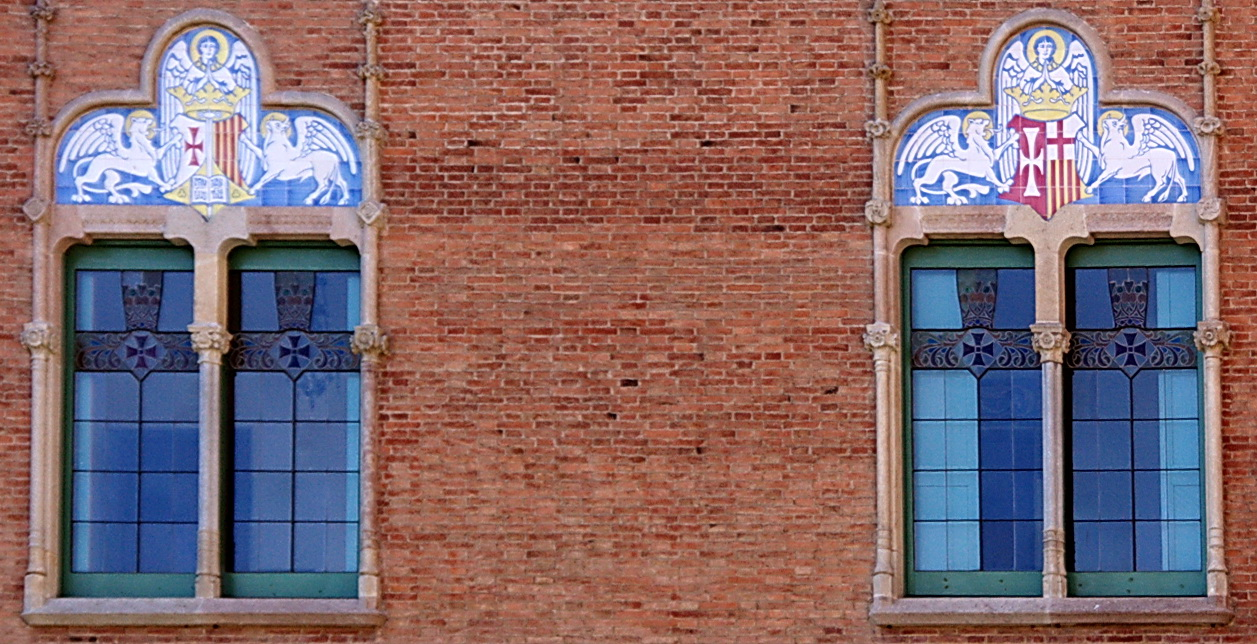
Els timpans de les finestres de la façana principal contenen bona part de la simbologia dissenyada per Domènech

L'hospital està ple d'iconografia i símbols religiosos dissenyats i decidits directament per Domènech. El manifestat propòsit que els edificis del llegat Gil «estiguessin assenyalats amb delimitació fixa i nom propi, donant tota la individualitat possible a l'hospital de Sant Pau, dins d'un pla general», es concreta en nombrosos emblemes que decoren façanes i interiors de l'hospital. Entre la simbologia que es repeteix contínuament, sovint en petit format com a part d'una decoració o incrustat en sanefes o rematant traceries més complexes, destaquen les inicials del mecenes «P» de Pau i «G» de Gil, la creu de l'hospital ocupant les diagonals d'un rombe, la creu patent en el centre d'un quadrat o d'un cercle, dues o quatre barres, etc. També apareixen emblemes més complexos i amb una representació heràldica, com ara:
- Obtingut de l'antic emblema: un escut coronat amb dos quarters, un amb la creu patent de color blanc i fons vermell, i l'altre amb les barres i la creu de l'escut de Barcelona.
- Representant als hospitals reunits: l'antic emblema de l'hospital de la Santa Creu, amb una espasa que simbolitza Sant Pau, i un llibre obert amb el nom del sant.
- Toisó d'Or: amb les barres catalanes i el collar de l'orde del Toisó d'Or, una simbologia heràldica que es remunta a 1445 amb el nomenament dels comtes de Barcelona com a membres de l'orde.
- Escut de Pau Gil: derivació de l'escut dels hospitals reunits, manté la forma, l'espasa i el llibre amb el nom del sant, però substitueix les barres i la creu per les inicials PG.[26]

Als timpans de les finestres de la façana principal hi apareix la simbologia heràldica descrita combinada amb els atributs dels evangelistes: llibre, brau, lleó i un àngel substituint l'àguila de sant Joan Evangelista. Les ales que apareixen al brau i al lleó simbolitzen l'espiritualització i l'avenç de la llum cap a l'eternitat.

#### Pavellons de Domènech i Montaner[15]
| Imatge | Dades | Dades | Imatge | Dades                                                                                   | Dades                                                                                   |
| --- | --- | --- | --- | --------------------------------------------------------------------------------------- | --------------------------------------------------------------------------------------- |
| | Pavelló d'administració | Pavelló d'administració | | Pavelló d'operacions                                                                    | Pavelló d'operacions                                                                    |
| 1902-1911 | Bon estat | 1902-1911 | Bon estat |                                                                                         |                                                                                         |
| Edifici principal i façana oficial de l'hospital | Edifici principal i façana oficial de l'hospital | Ubicat al centre del carrer principal | Ubicat al centre del carrer principal |                                                                                         |                                                                                         |
| Conjunt de tres cossos, un de central amb estructura neogòtica, amb una imponent torre amb rellotge i amb una important decoració iconogràfica. Els cossos laterals són d'un disseny més convencional, si bé contenen força elements decoratius modernistes. | Conjunt de tres cossos, un de central amb estructura neogòtica, amb una imponent torre amb rellotge i amb una important decoració iconogràfica. Els cossos laterals són d'un disseny més convencional, si bé contenen força elements decoratius modernistes. | És un edifici de tres pisos i semisoterrani. Els seus sants patrons són sant Cosme i sant Damià, patrons dels metges i dels apotecaris. El programa iconogràfic no es limita a aquestes figures, sinó que conté una àmplia mostra escultòrica i de ceràmica.                                                                            | És un edifici de tres pisos i semisoterrani. Els seus sants patrons són sant Cosme i sant Damià, patrons dels metges i dels apotecaris. El programa iconogràfic no es limita a aquestes figures, sinó que conté una àmplia mostra escultòrica i de ceràmica.                                                                            |                                                                                         |                                                                                         |
| | Sant Salvador i Sant Leopold | Sant Salvador i Sant Leopold | | La Puríssima; Mare de Déu del Carme; Mare de Déu de la Mercè; Mare de Déu de Montserrat | La Puríssima; Mare de Déu del Carme; Mare de Déu de la Mercè; Mare de Déu de Montserrat |
| 1902-1911 | Bon estat | 1902-1911 | Bon estat |                                                                                         |                                                                                         |
| Primer i segon pavelló, costat llevant després d'accedir al recinte | Primer i segon pavelló, costat llevant després d'accedir al recinte | Quatre primers pavellons del costat de ponent després d'accedir al recinte | Quatre primers pavellons del costat de ponent després d'accedir al recinte |                                                                                         |                                                                                         |
| El nom de Leopold era en honor de Leopold Gil i Lleopart, nebot del mecenes i que va fer de model per a l'escultura. | El nom de Leopold era en honor de Leopold Gil i Lleopart, nebot del mecenes i que va fer de model per a l'escultura. | Són pavellons bessons, llevat de les transformacions i ampliacions sofertes posteriorment | Són pavellons bessons, llevat de les transformacions i ampliacions sofertes posteriorment |                                                                                         |                                                                                         |
| | Sant Jordi i Santa Apol·lònia | Sant Jordi i Santa Apol·lònia | | Sant Rafael                                                                             | Sant Rafael                                                                             |
| 1902-1911 | Restaurats el 2014 | 1914-1918 | Restaurat el 2014 |                                                                                         |                                                                                         |
| A banda i banda del pavelló d'administració | A banda i banda del pavelló d'administració | Tercer pavelló del costat llevant després d'accedir al recinte | Tercer pavelló del costat llevant després d'accedir al recinte |                                                                                         |                                                                                         |
| Són dos petits pavellons aïllats que servien per al reconeixement de casos dubtosos de ser infecciosos. | Són dos petits pavellons aïllats que servien per al reconeixement de casos dubtosos de ser infecciosos. | Va ser el primer construït amb un mecenatge diferent del de Pau Gil. Va ser finançat per Rafael Rabell i la seva filla Concepció. A la seva decoració, als mosaics interiors i a la traceria en pedra exterior, apareix de forma reiterada la inicial «R» referida al mecenes en comptes de la «G» omnipresent als pavellons anteriors. | Va ser el primer construït amb un mecenatge diferent del de Pau Gil. Va ser finançat per Rafael Rabell i la seva filla Concepció. A la seva decoració, als mosaics interiors i a la traceria en pedra exterior, apareix de forma reiterada la inicial «R» referida al mecenes en comptes de la «G» omnipresent als pavellons anteriors. |                                                                                         |                                                                                         |

#### Pavellons de Domènech i Roura[15]
| Imatge | Dades | Dades | Imatge | Dades          | Dades          |
| --- | --- | --- | --- | -------------- | -------------- |
| | Sant Manuel i L'Assumpció | Sant Manuel i L'Assumpció | | Església       | Església       |
| 1922 | Bon estat | 1922-1925 | Bon estat |                |                |
| | | Av. Sant Antoni Ma. Claret | |                |                |
| Encara en estil modernista, el de Sant Manuel va ser finançat pels germans Mariné Molins. El de l'Assumpció es va fer amb l'aportació de Lluïsa Rabell i Patxot, en memòria de la seva mare Assumpció. Aquest últim està adossat a la construcció de la fundació Puigvert i ha sofert moltes alteracions. | Encara en estil modernista, el de Sant Manuel va ser finançat pels germans Mariné Molins. El de l'Assumpció es va fer amb l'aportació de Lluïsa Rabell i Patxot, en memòria de la seva mare Assumpció. Aquest últim està adossat a la construcció de la fundació Puigvert i ha sofert moltes alteracions. | Consta d'una nau central i dues de laterals amb absis i girola, amb una cúpula campanar sobre el creuer. | Consta d'una nau central i dues de laterals amb absis i girola, amb una cúpula campanar sobre el creuer. |                |                |
| | Edifici del Convent | Edifici del Convent | | Santa Victòria | Santa Victòria |
| Dècada de 1920 | Bon estat | 1926 | Bon estat |                |                |
| Al mig de la cruïlla i tancant el conjunt modernista | Al mig de la cruïlla i tancant el conjunt modernista | Av. Sant Antoni Ma. Claret | Av. Sant Antoni Ma. Claret |                |                |
| De fet són tres edificis units. El central estava dedicat al convent de les germanes que atenien l'hospital; al de ponent hi estava ubicada la farmàcia i el de llevant tenia les cuines, si bé posteriorment s'hi va instal·lar la cafeteria. Destaca l'accés a aquesta ala de llevant, que està decorada amb la façana de l'església barroca de Santa Marta, destruïda en construir la Via Laietana i traslladada aquí el 1928. | De fet són tres edificis units. El central estava dedicat al convent de les germanes que atenien l'hospital; al de ponent hi estava ubicada la farmàcia i el de llevant tenia les cuines, si bé posteriorment s'hi va instal·lar la cafeteria. Destaca l'accés a aquesta ala de llevant, que està decorada amb la façana de l'església barroca de Santa Marta, destruïda en construir la Via Laietana i traslladada aquí el 1928. | El de Santa Victòria es va construir amb les aportacions d'Elvira i Emília Llagostera, que ho havien donat al papa Benet XV i aquest ho va llegar a l'hospital, a més de l'aportació de Francesca Prat, vda. de Barbey. | El de Santa Victòria es va construir amb les aportacions d'Elvira i Emília Llagostera, que ho havien donat al papa Benet XV i aquest ho va llegar a l'hospital, a més de l'aportació de Francesca Prat, vda. de Barbey. |                |                |
| | Sant Frederic i Sagrat Cor (destruït) | Sant Frederic i Sagrat Cor (destruït) | | Sant Antoni    | Sant Antoni    |
| 1928 | Bon estat | 1929 | Molt transformat |                |                |
| | | Entre edifici convent i convalescència | |                |                |
| Sant Frederic és un pavelló de menors dimensions a la resta que va ser finançat per Frederic Benessat. El Sagrat Cor va ser una pavelló finançat amb aportacions diverses que tenia accés directe des del carrer Sant Quintí. Era un edifici de línies convencionals que va ser enderrocat el 2011. | Sant Frederic és un pavelló de menors dimensions a la resta que va ser finançat per Frederic Benessat. El Sagrat Cor va ser una pavelló finançat amb aportacions diverses que tenia accés directe des del carrer Sant Quintí. Era un edifici de línies convencionals que va ser enderrocat el 2011. | És el que té un estil més adulterat en el seu format de planta, la seva alçada respecte a la resta i els acabats. A més ha sofert moltes ampliacions sense cap interès arquitectònic.                                   | És el que té un estil més adulterat en el seu format de planta, la seva alçada respecte a la resta i els acabats. A més ha sofert moltes ampliacions sense cap interès arquitectònic.                                   |                |                |

#### Pavelló d'administració
El pavelló d'administració està ubicat just al darrere de l'accés principal i dona la imatge oficial del conjunt. La seva façana és la més decorada de tot el conjunt i és el de major alçada, a més d'estar rematat per una torre que li dona un aire imponent.

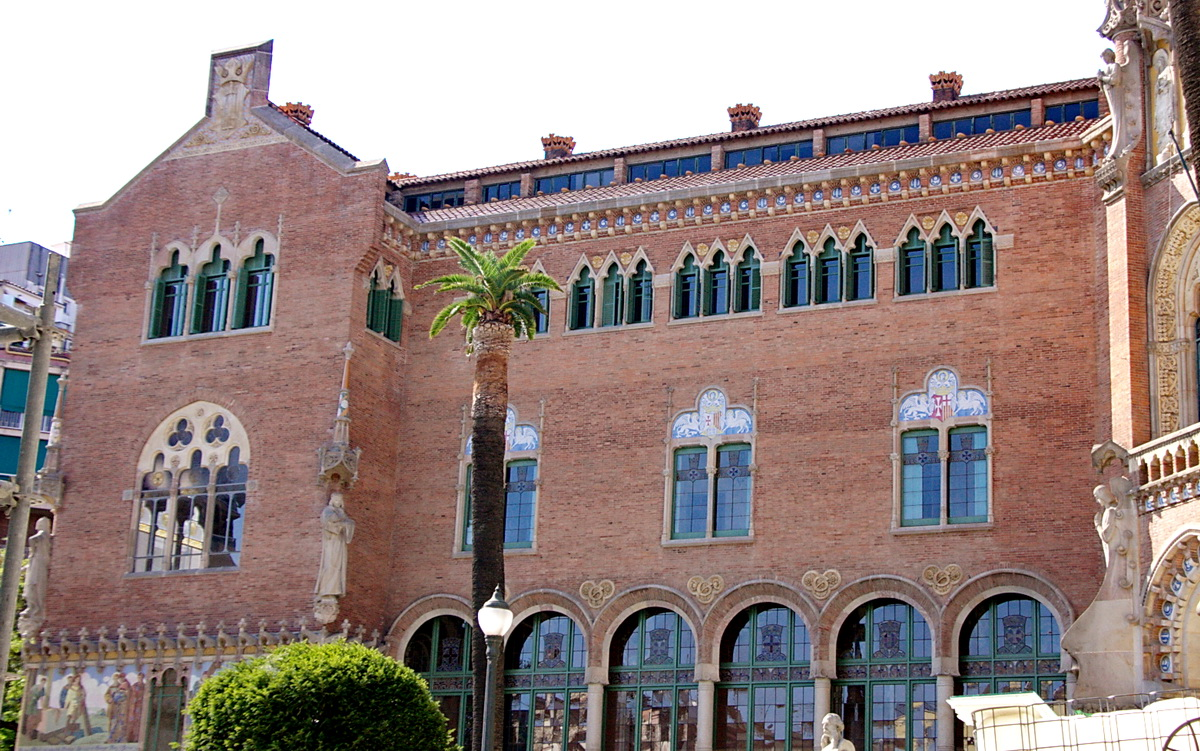
Cos lateral del pavelló d'administració

Aquí Domènech va aprofitar per desplegar l'ús de la ceràmica i mosaic ornamental i un conjunt escultòric ampli. Va aprofitar el caràcter religiós de la institució que havia de gestionar l'hospital per a desplegar tota una iconografia que donés cobertura a les diferents sensibilitats dels hospitals històrics que formaven la institució i remarqués el caràcter benèfic del nou hospital. El domini que tenia de la simbologia cristiana i de l'heràldica li va permetre ser l'autor dels dissenys fins als més mínims detalls.
Aviat fou criticat per haver creat un hospital que «tenia més els aires de residència per la reialesa, que no pas per l'estada de "malalts pobres"», i amb motiu de la inauguració oficial, el mateix Alfons XIII va comentar: «Sou ben paradoxals els barcelonins, als vostres malalts els poseu un palau i al vostre rei una quadra».
L'edifici està format per tres cossos. El central, amb la major part de la iconografia a la seva façana, conté els espais més institucionals i sobre el qual està la torre del rellotge; els dos laterals estan lleugerament angulats respecte al central, dotant al conjunt d'una concavitat receptiva, tal com és la seva funció d'accés principal. L'espai existent entre la tanca del carrer i l'accés a l'edifici aporta la distància que permet observar la majestuositat del conjunt i té un discret enjardinament envoltant l'escalinata doble que porta del carrer al vestíbul porxat de l'edifici. Al centre de l'escalinata i presidint l'accés hi ha el monument al mecenes Pau Gil, un conjunt d'Eusebi Arnau format per un bust del benefactor i un conjunt al·legòric de les tres etapes vitals.
L'estructura dels dos cossos laterals és de tres nivells i conté una decoració menys sumptuosa que el cos central, amb grans finestrals envitrallats en el nivell de la planta baixa, finestres geminades al primer pis i trilobulades al segon. En totes dues edificacions, l'extrem que dona al carrer és més ample que la resta del bloc i al seu interior allotja sales nobles; al costat de llevant hi ha la biblioteca Cambó i a ponent la sala de l'arxiu, uns espais que varen ser malmesos amb un aprofitament «més funcional» durant el segle xx i que actualment s'estan recuperant.

##### Façana

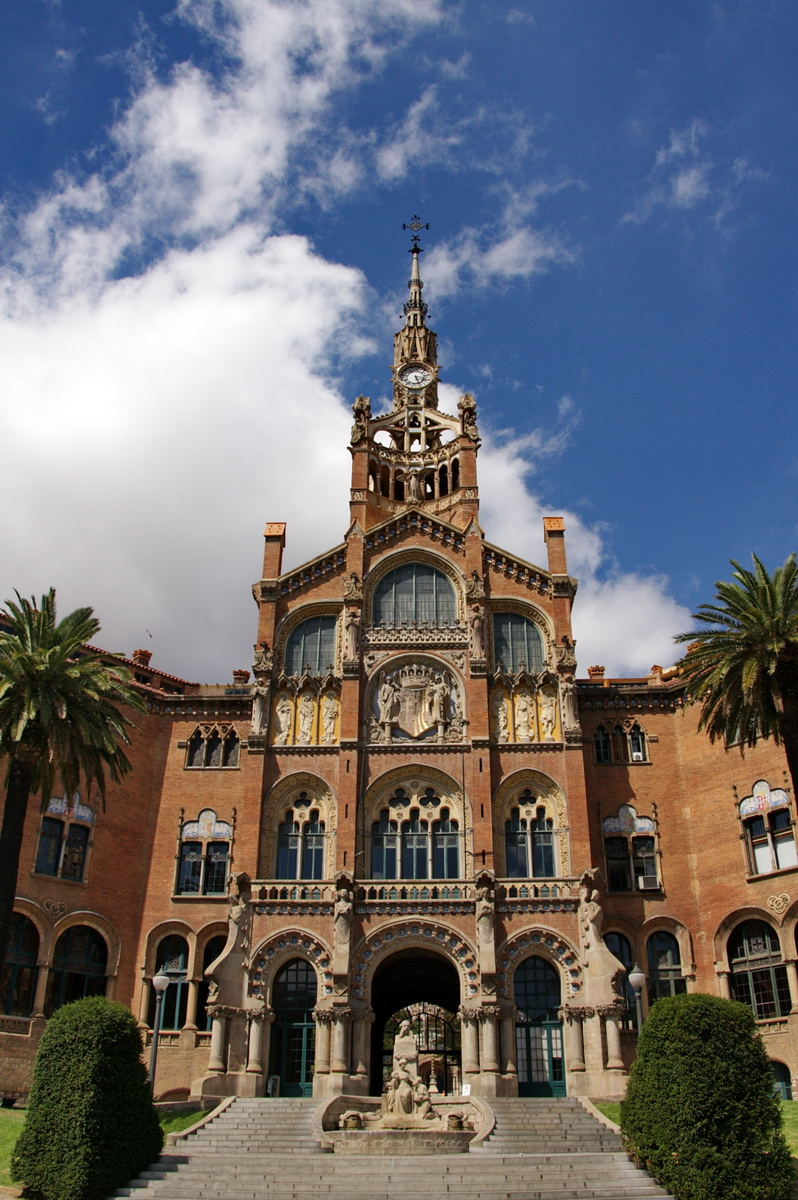
Façana principal que conté la major part de la iconografia religiosa relativa a les virtuts i als sants patrons dels hospitals originals

El cos central de la façana principal està estructurat com si es tractés d'un retaule, en tres carrers verticals separats per quatre pilastres, de pedra fins al primer pis i de maó la resta, i en tres nivells.
Al nivell inferior hi trobem tres portes d'accés amb arcs peraltats amb una arquivolta decorada amb unes rajoles de color blau i blanc amb les inicials «P» i «G» que fan al·lusió al seu mecenes; la creu, de l'hospital originari; les quatre barres catalanes; i una nau, de l'escut parisenc. Aquests elements iconogràfics apareixen repetits en diferents llocs del recinte i especialment en aquest edifici.
Els arcs se sustenten sobre columnes triples de pedra en les quals hi ha adossades quatre grans escultures en pedra, una mena d'àngels wagnerians en forma d'Hermes que es fonen a la mateixa arquitectura, obra de Gargallo, que representen les tres virtuts teologals cristianes: la Fe, l'Esperança, la Caritat i les Obres (Operibus) que necessàriament han d'acompanyar les nostres virtuts. Són peces hieràtiques amb les ales tancades i d'un estil molt personal que es repeteixen a la façana nord d'aquest edifici i als pilars del porxo del pavelló d'operacions. Els arcs es decoren exteriorment amb un seguit d'arcuacions que allotgen peces ceràmiques semiesfèriques en blau i blanc, forma molt utilitzada per Domènech a la casa Thomas, a la fonda Espanya i al Seminari de Comillas. Aquestes ceràmiques combinen quatre temes: la «P» (inicial de Pau), les dues barres de l'escut de Barcelona, la «G» (inicial de Gil) i la creu patent.
Al segon nivell hi ha uns grans finestrals amb uns arcs similars als de les portes d'accés, però amb una decoració en pedra treballada al seu voltant. Són finestres lobulades amb un disseny neogòtic, tripartida la central i bipartida les dues laterals amb uns fins pilars per separació i amb vitralls d'un modernisme moderat. Davant dels finestrals hi ha un balcó cerimonial corregut d'extrem a extrem.
Al tercer nivell hi ha un gran conjunt escultòric format per:

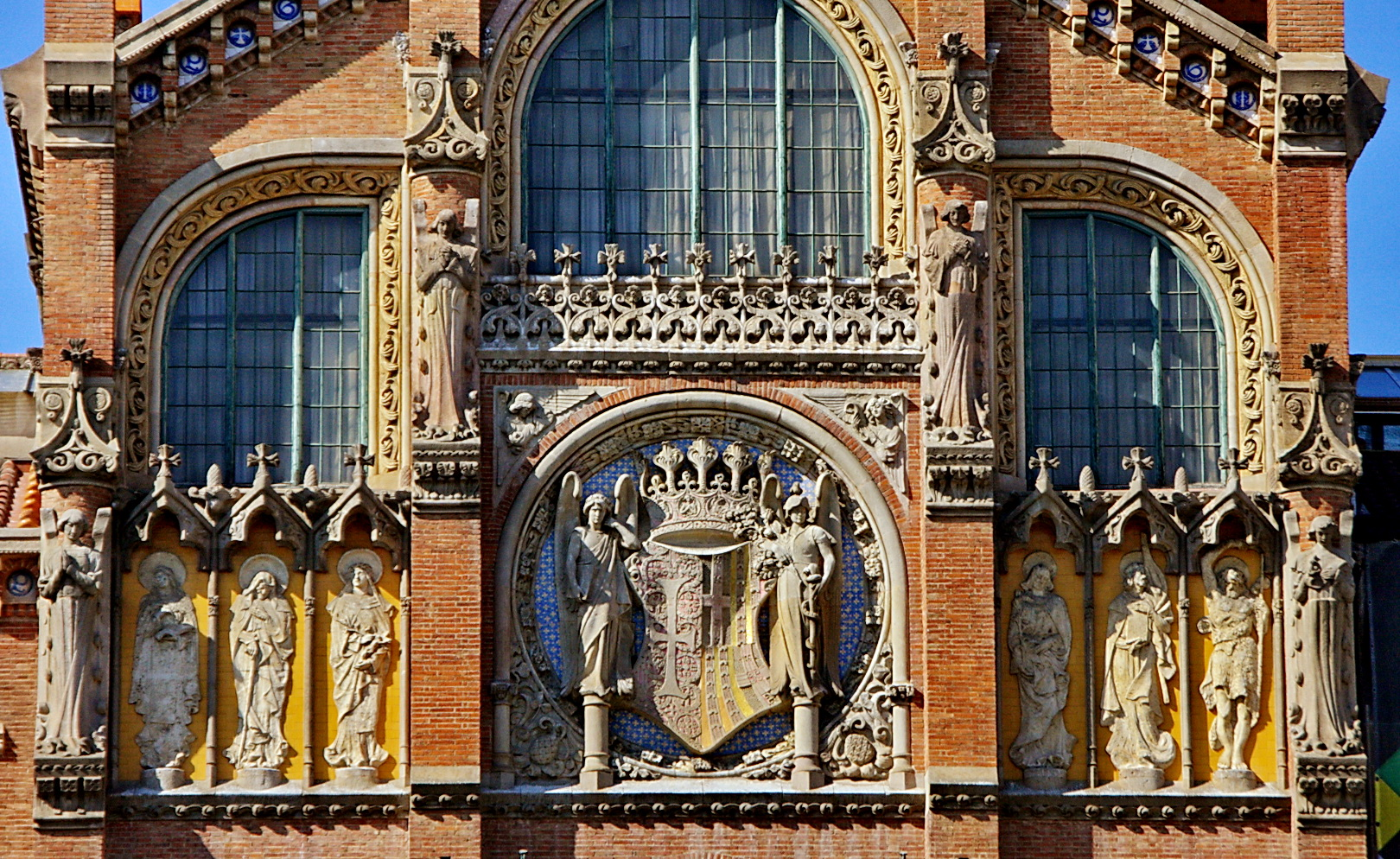
Grup escultòric del segon pis de la façana principal amb l'escut central d'Eusebi Arnau i la resta de Pau Gargallo

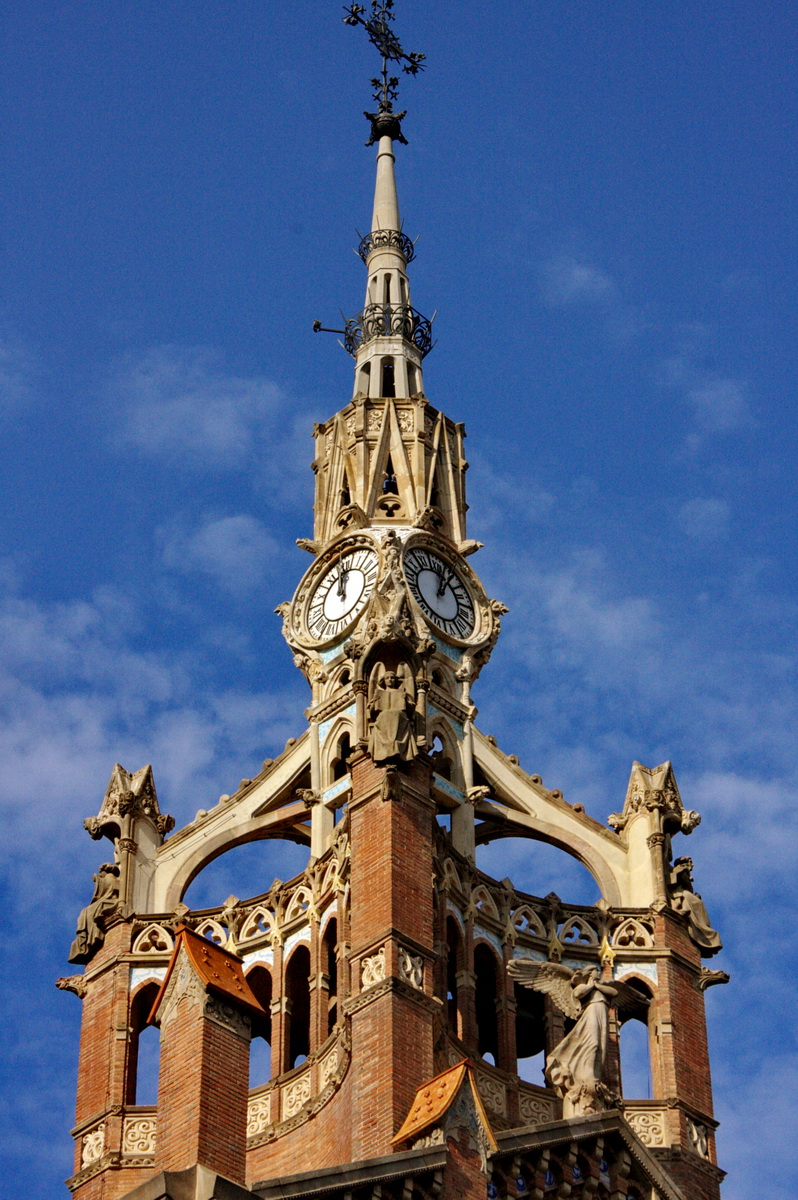
Torre del rellotge amb escultures de Pau Gargallo i pinacles d'Eusebi Arnau

- L'escut està ubicat al mig de la façana principal del pavelló d'administració: és una evolució de l'escut original de l'antic hospital de la Santa Creu, seguint les mateixes pautes iconogràfiques, tot i que l'antic no estava coronat i els àngels que el flanquegen estaven agenollats. És obra d'Eusebi Arnau i està ubicat dins d'un cercle sota una arcuació cega. El cercle està decorat amb mosaic blau i groc imitant l'esfera celestial sobre la qual ressalta l'escut amb barres i creus profusament treballades i amb incrustacions daurades. A sobre de l'escut, la corona reial i, als costats, dos personatges alats representant a Esculapi, amb casc i un bastó amb una serp enroscada, i Hipòcrates considerat el pare de la medicina i que transporta el llibre de la vida. Estan ubicats sobre pilars que representen l'eix del món.[32]
- Els sants protectors, tres de masculins al costat de llevant: Sant Josep, Sant Jaume i Sant Joan Baptista i tres de femenins al costat de ponent: Santa Teresa, Santa Anna i Santa Caterina de Siena. Domènech va manifestar també aquí la separació de sexes que regia a l'hospital. Són alts relleus sobre un fons de mosaic groc que recorda als daurats dels retaules obra de Pau Gargallo.[15]
- Els àngels que, ubicats sota un dosseret a cadascuna de les quatre columnes frontals, protegeixen tot el conjunt iconogràfic d'aquest nivell. Són obra de Gargallo, si bé aquests presenten un estil més realista i humanitzat que els de la planta baixa i que repetirà en altres escultures dels pavellons.[33]

Per sobre de les plantes de l'edifici s'aixeca la torre del rellotge rematada per una gran creu. Arriba a una alçada de 62 m des del carrer i 32 per sobre de l'edifici. És un conjunt de traceria geomètrica en pedra sostinguda per quatre contraforts d'arcuació buida fets en pedra que s'aixequen sobre una arquitectura quadrangular de maó amb cinc buits per cada cara, que li confereixen un aspecte de galeria A cadascun dels quatre angles de la torre hi ha escultures d'éssers alats, obra de Gargallo. Estan assegudes sota un dosseret i a la mà sostenen un llibre, una creu, una àncora i el cos de la túnica alçat, que ha estat interpretat com la simbologia de les virtuts cardinals: Justícia, Prudència, Fortitud i Temprança. La torre del rellotge és una zona profusament decorada amb escultures de tota mena. Els dosserets que cobreixen els éssers descrits tenen quatre caps de joves i infants, cadascun d'ells; la galeria quadrangular està rodejada per una barana de traceria combinada amb escuts amb creus i barres alternats, amb petits pinacles ceràmics a la part alta dels seus pilars i amb gàrgoles de diferents criatures fantàstiques; a la mateixa base del rellotge hi ha quatre bustos de dames d'un marcat estil modernista i entre les esferes del rellotge un griu. Sobre les esferes, encara vuit gàrgoles més per desguassar el cos que fa de base de la punxa final de la torre.
Tot el conjunt està precedit per un gran àngel exempt amb les ales obertes ubicat al vèrtex de la façana principal, en posició similar als que culminen els frontons del pavelló d'operacions. Domènech i Montaner va encarregar a Eusebi Arnau la factura dels pinacles i altres elements decoratius, mentre que a Gargallo li va encarregar el conjunt de figures d'àngels.

##### Vestíbul i escala d'honor
A l'interior hi ha un nombre considerable de representacions simbolistes al voltant del mecenes Pau Gil. El vestíbul, on es recull bona part de la simbologia relativa a la història de l'hospital, és una gran sala formada per nou voltes —algunes esfèriques i d'altres el·líptiques— recobertes amb rajoles ceràmiques col·locades en espiga i sustentades sobre columnes de marbre amb base i capitell en pedra de planta octogonal i decoració floral. Les petxines de les voltes contenen un conjunt d'emblemes, alguns amb un missatge iconogràfic i d'altres heràldics, els quals es poden observar en altres punts del conjunt modernista. Les 36 petxines del vestíbul combinen onze símbols diferents:
- L'escut de Barcelona
- Les quatre barres catalanes
- L'escut de París, un veler amb tres flors de lis, residència de Pau Gil
- Un lleó rampant amb la llegenda La dicha en la honradez, lema de la Banca Gil
- La lletra alfa (inici), acompanyada de l'any d'inici de la construcció de l'edifici (1905)
- La lletra omega (fi), acompanyada de la data de finalització (1910)
- L'escut de l'Hospital de la Santa Creu
- L'escut de l'Hospital de Sant Pau, ideat pel mateix Domènech i Montaner
- La Creu de Sant Jordi
- La creu patent de la Catedral de Barcelona
- El cognom del mecenes, «Gil»[26]

Dues curtes escales condueixen al corredor de distribució de les dues ales laterals de l'edifici. Aquests passadissos són uns espais molt lluminosos amb uns grans finestrals que contenen bona part dels vitralls de l'edifici. Compten amb unes voltes profusament decorades amb ceràmica amb representacions heràldiques i produïdes per la fàbrica Pujol i Bausis.
A la banda esquerra del vestíbul hi ha un espai des del qual arrenca l'escala d'honor, on destaca una porta que du al soterrani, emmarcada per dues escultures sota dosseret representant les ordes que treballaven a l'hospital: els Germans de la Caritat de la Santa Creu i les Germanes Hospitalàries de la Santa Creu. Sobre la porta, un timpà en alt relleu simbolitza a Sant Martí de Tours a cavall repartint la capa entre els pobres. La imatge està dins d'un marc ogival amb decoració floral neogòtica i amb dos dracs a les petxines. El conjunt de Pau Gargallo està dedicat al patró català del segle xii i és semblant a la part interior de la porta de la sala d'actes, dedicada en aquest cas a Sant Jordi, l'actual patró de Catalunya.
L'escala d'honor en forma helicoïdal i les columnes són obra de Joaquim Solé. Els graons són en marbre de Macael i la contrapetja són peces de ceràmica vidriada groga amb relleu. La barana de pedra i treball gotitzant basat en florons perforats que alternen la «G» de Gil i la creu de l'hospital. Les parets són bicolors, alternant el vermell del maó amb el blanc d'unes tires de marbre com el dels graons ornamentades amb la simbologia habitual: la «P», la creu, la «G» i les barres barceloneses.
La caixa d'escala està coberta per una volta de creueria octogonal nervada amb arcs fets en maó vidriat de color caramel. Els encreuaments dels arcs estan complementats amb relleus florals ceràmics. L'espai de fons entre arcs està revestit en mosaic groc sobre fons blanc amb motius florals, dissenyat i confeccionat per Maragliano; de fet, la volta té una quarta part doblegada sobre una de les parets, deixant una visió inferior de només sis costats, cinc d'igual mida i un sisè que equival als altres tres i que li dona una asimetria especial. Tota la volta està sostinguda per unes columnes curtes que neixen i se suporten sobre unes grans mènsules en pedra que, en conjunt, semblen braços sortint de la paret que van a buscar el sostre, acabant en uns capitells formats per les mateixes peces ceràmiques florals dels arcs.
Al centre de la volta hi ha un gran vitrall octogonal multicolor, obra de la casa Rigalt i Granell, que és, sens dubte, un avançament del que hauria de ser el vitrall del Palau de la Música.
- Inici de l'escala d'honor
- Volta ceràmica de Maragliano amb vitrall de Rigalt
- Sant Martí de Tours amb un germà i una germana hospitalaris

Al final de l'escala, al primer pis, hi ha una col·lecció de plafons en relleu amb representacions de les obres de misericòrdia fetes per Pau Gargallo.

##### Sala d'actes
Al primer pis del cos central del pavelló d'administració, accedint des de l'escala d'honor, s'arriba a una gran sala de 14 x 6 m amb vistes a la façana principal que fa d'avantsala de la sala d'actes. És un espai diàfan i molt lluminós amb finestres envitrallades d'uns 4 m d'alçada.
El saló d'actes té unes dimensions de 14 x 10 m i una majestuosa alçada de 17,4 m. És una peça que no ha sofert pràcticament alteracions. A mitjana alçada hi ha un balcó-galeria a tot el voltant, amb una inscripció a la barana que diu: Ampareu Senyor, als benefactors y als asilats d'aquesta Santa Casa aixis en la terra com en lo Cel e inspireu sentiments de caritat envers d'ella. Amen.
- Saló d'actes
- Porta Sant Esteve (Còrdova)

La porta d'entrada té una decoració, a la seva part interior, amb un timpà esculpit per Gargallo representant a Sant Jordi i flanquejada per dues columnes amb sengles macers sobre seu. El conjunt, com el que es troba al vestíbul de la planta baixa, està inspirat en les portalades dels palaus i esglésies gòtiques i és quasi una rèplica de la porta de sant Miquel de la basílica de la Mercè de Barcelona.
La decoració compta amb una profusió de ceràmica i mosaics. Destaquen els arrambadors, les columnes de la sala i el sostre amb revoltons decorats en mosaic.

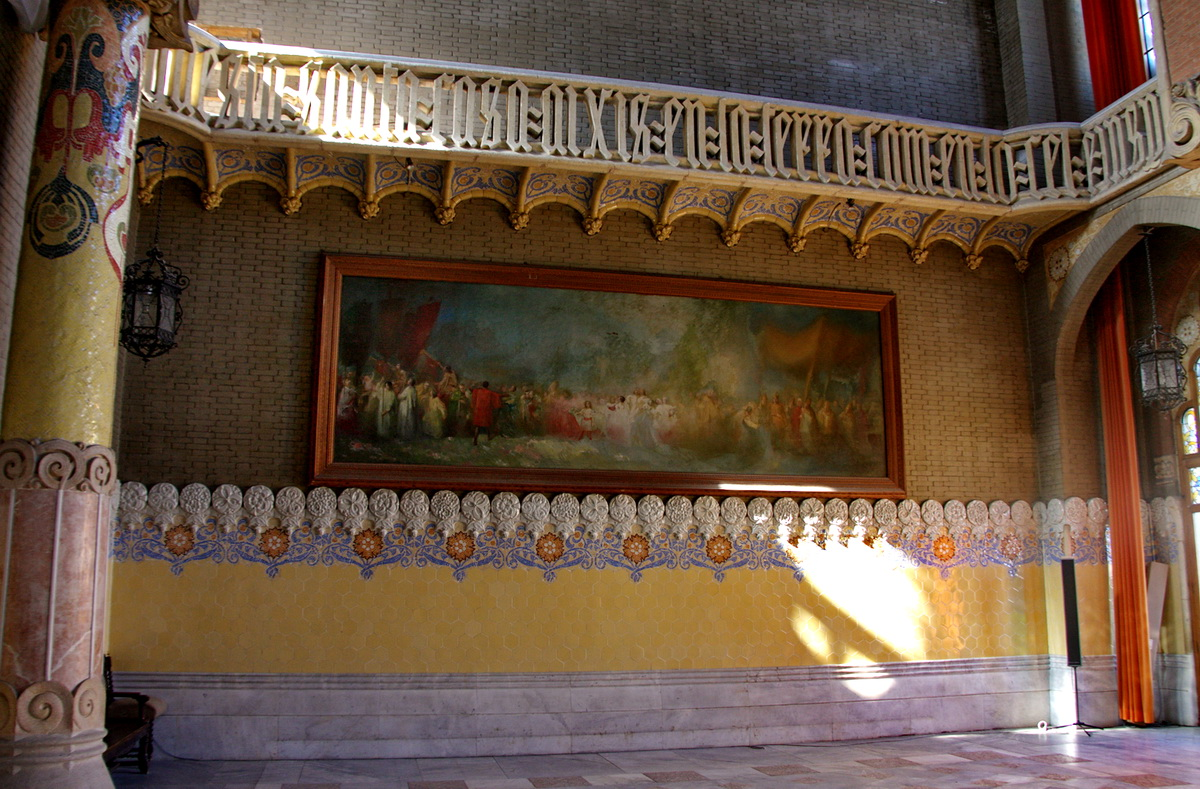
Saló d'actes amb arrambador de Maragliano, un quadre de Clapés i la inscripció a la balaustrada

L'extrem on s'ubica la taula presidencial està decorat amb una estructura neogòtica en pedra amb una base —que fa de fons de la taula d'honor— en mosaic amb motius florals i una policromia de colors molt vius que simulen un cortinatge. A sobre hi ha una petita balconada en forma de galeria columnada i acabada, a l'altura del primer pis, amb un timpà en forma semicircular, en el qual s'ubica un gran escut de Gargallo amb l'heràldica dels hospitals reunits, que està flanquejat per dos àngels i rematat per un elm i un rat penat. Les dovelles del timpà alternen el maó i la pedra obtenint un efecte decoratiu multicolor que recorda la porta de Sant Esteve de la Mesquita de Còrdova.

##### Sales nobles
Els extrems de les dues ales del pavelló d'administració que donen al carrer són més amples que la resta del bloc, i al seu interior allotja dues sales nobles. Es tracta d'uns espais que, originalment, tenien l'alçada dels tres pisos, de forma similar al saló d'actes. Aquests espais, d'un volum majestuós, varen ser malmesos amb una modificació durant el segle xx creant plantes intermèdies que aportaven un aprofitament més funcional de l'espai, relegant l'espectacularitat dels seus sostres als espais ubicats al tercer pis. En concret, al costat de llevant, tocant al carrer Pare Claret, hi havia la biblioteca Cambó i, a ponent, un espai de la gerència que en origen estava dedicat a la sala de l'arxiu.
La biblioteca Cambó és un espai molt treballat i amb força simbolisme. Compta amb dues grans voltes nervades d'inspiració mudèjar, molt compartimentada, combinant el maó i la ceràmica per a aconseguir una simbologia amb les referències habituals: Gil, «P», creu patent, escut de París, escut de la Santa Creu, etc. Es tracta de la sala més original de tot el conjunt, tant per la forma com pels colors, els quals remeten a les voltes de la cambra daurada o a la torre de les Infantes de l'Alhambra. Les voltes combinen, sobre una base de maó i amb un disseny mudèjar, rajoles i peces ceràmiques amb dissenys florals i zoomòrfics, dibuixos heràldics i el repertori iconogràfic de l'hospital, fetes de colors blanc i blau. Els acabaments de les petxines amb mocàrabs augmenten la sensació d'estar contemplant un sostre del palau granadí. El disseny de les peces ceràmiques és de Francesc Madurell.
L'espai de l'arxiu, ubicat a l'extrem de l'ala ponent, tocant el carrer de Cartagena, s'ha rehbilitat i ha recuperat la morfologia original. Destaquen les voltes en ceràmica pintada imitant els raigs solars amb uns núvols blancs al centre, envoltant l'escut de l'hospital i de l'apòstol Sant Pau. Les nervadures ceràmiques formen estructures estel·lars amb remats florals a les puntes. La sala compta amb un gran vitrall que ocupa bona part de l'elevada paret.
- Sostre de l'Arxiu en ceràmica
- Biblioteca Cambó. A prop de terra s'observen els capitells de la sala original
- Biblioteca Cambó. Sostre estil mudèjar
- Sostre de la cambra Daurada (Alhambra)
- Sostre de la sala d'actes

#### Pavelló d'operacions

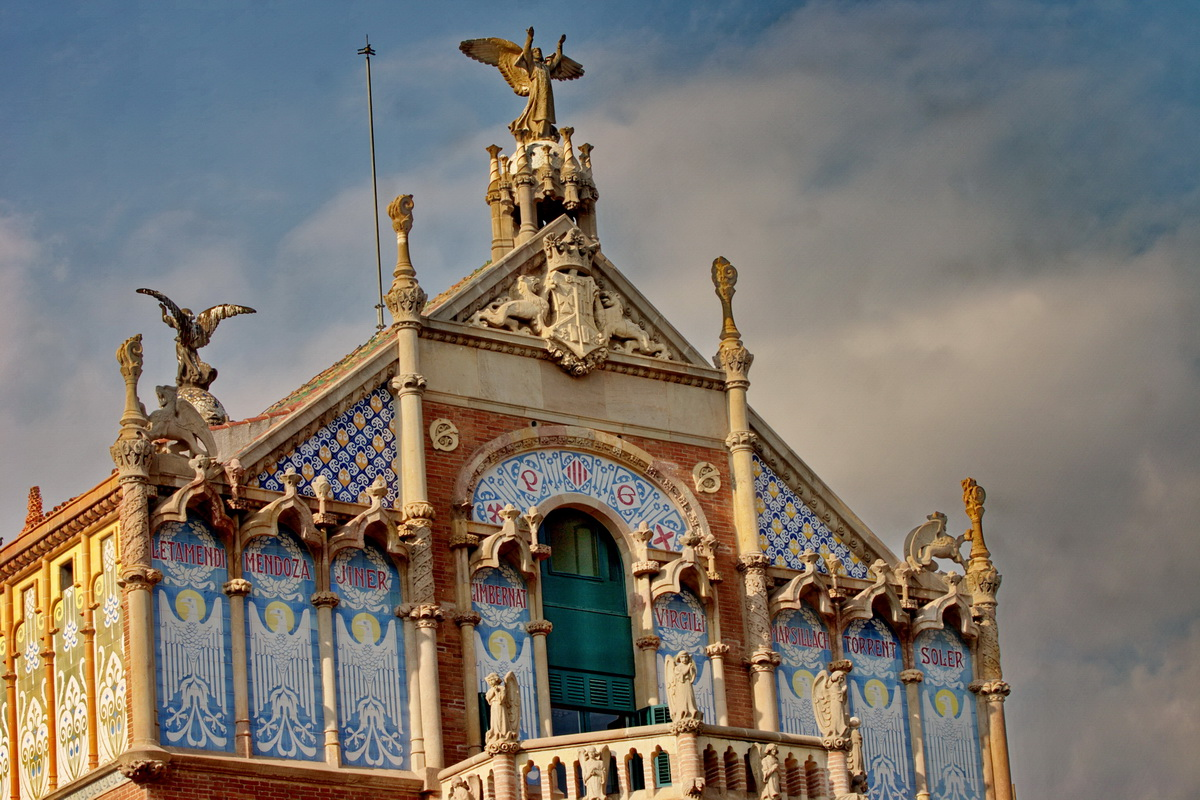
Grup escultòric del pavelló d'operacions. L'escut central és obra d'Arnau, mentre que la resta de peces escultòriques són de Gargallo

El pavelló d'operacions és al mig del carrer central, just al darrere d'una creu de terme que reprodueix l'existent a l'antic hospital. És un pavelló amb un disseny singular i dedicat als metges; d'aquí la seva advocació als Sants Cosme i Damià, patrons de la medicina. Consta de soterrani i tres pisos, i s'hi accedeix amb una curta, però magnificent escala que acaba en un porxo sota una tribuna que permet protegir l'entrada.
És un edifici de tres cossos: un de central que concentra la major part de la iconografia i dues ales laterals amb importants finestrals i les imatges en mosaic dels sants patrons, obra de Maragliano. Uns altres tres plafons en mosaic decoren les finestres laterals i la posterior: són advocacions de la Mare de Déu dels Desemparats, de la Mercè i de l'Assumpció. La primera és una imatge sedent amb el nen i acompanyada d'un orant. La Mare de Déu de la Mercè, patrona de Barcelona, està flanquejada per dos retrats masculins que representen possiblement a sant Pere Nolasc i al bisbe Jaume Català. La Mare de Déu de l'Assumpció apareix portada al cel per àngels. Els frontons de les finestres segueixen dibuixos similars a la resta, en ceràmica pintada en blau. Al tercer pis del cos central destaquen uns grans plafons ceràmics amb àligues amb les ales desplegades de color blau sobre els quals figuren noms de metges famosos: Letamendi, Mendoza, Giné (Jiner, en la grafia de l'època), Gimbernat, Virgili, Marsillach, Torrent i Soler. Tant aquests panells com les finestres i la galeria del segon pis del cos central estan emmarcats en columnes i arcs en pedra, i contenen nombrosos elements de gran valor iconogràfic: dosserets, pinacles, gàrgoles, grifs, àngels, escuts de Barcelona i un gran àngel amb les ales obertes al cim de la façana principal i un altre a la façana posterior. L'escut que figura al frontó és l'emblema dels hospitals reunits; està coronat i protegit per dos lleons. És obra d'Arnau, mentre que la resta de peces escultòriques d'aquest pavelló són de Gargallo.
Comptava amb àrees de desinfecció al soterrani; sales d'operacions, d'anestèsia i postoperatori al primer pis; sales per a petites operacions al segon pis; i àrees tècniques de radiografia i esterilització al tercer pis.

### Artesans i col·laboradors
L'arquitecte Domènech i Montaner va concebre fins als últims detalls decoratius que havien d'acomplir alhora la funcionalitat d'aconseguir un ambient idoni per als malalts i per al personal tècnic. El projecte inicial publicat al plec de condicions de les obres va ser reduït per raons econòmiques; es veu una diferència considerable entre el pavelló d'administració, referent del projecte original, i els darrers pavellons construïts.
Domènech va dissenyar un programa ornamental complex comptant amb el suport del seu equip habitual d'artesans col·laboradors, alguns d'ells participants de l'obrador d'artesans que Domènech va instal·lar junt amb Gallissà al Castell dels Tres Dragons. En destaquen la ceràmica, el mosaic, les escultures, els vitralls i la forja. De totes, la més destacada és la ceràmica que, a més de les seves característiques estètiques, acompleix una funció higiènica especialment exigida per l'arquitecte en el projecte.
Entre els fabricants participants en la producció de ceràmica hi consten:
- La fàbrica de terrissa vidriada de Cristòfol Guillamont d'Alcora que va fer les peces semiesfèriques en blanc i blau que figuren al porxo i façana posterior del pavelló d'administració. Aquest disseny havia estat fet servir per Domènech al menjador de la fonda Espanya.[26]
- La fàbrica Elies Peris i Cia d'Onda va fer les peces de l'hospital amb grans dibuixos fets amb la tècnica de la trepa que decoren els timpans sobre portes i finestres. També va produir sòcols de color verd i paviment de terrissa de color blau i blanc.[26]
- La fàbrica Pujol i Bausis d'Esplugues de Llobregat va produir la ceràmica pintada a mà o amb trepa de les voltes del pavelló d'administració i altres peces especials.[26]
- La fàbrica de Josep Orriols i Pons va produir altres parts ornamentals i de complement.[35]

Els paviments de caràcter general són en pòrtland i marbre, però a les zones nobles, i especialment al pavelló d'administració, s'hi combinen el mosaic romà, rajola vermella d'argila combinada amb rajola decorada blava i blanca i també paviment hidràulic. Entre els fabricants que hi varen participar hi ha les fàbriques Romeu i Escofet, fills de Miquel Nolla, fills de J. Llevat i Cosme Toda. Els elements de pedra artificial, així com el paviment hidràulic, varen ser producte del fabricant de ciment M. de C. Butsems & Fradera. Els sanitaris eren de la fàbrica Francesc Sangrà.
Els vitralls de tots els pavellons, inclosos els de l'església i la casa de convalescència, varen ser produïts per la Casa Rigalt i Granell. Denoten un disseny menys sofisticat, propi d'un modernisme tardà. El disseny dels de la primera època correspon a Labarta i els del període de Domènech i Roura varen ser dissenyats pel pintor Miquel Farré i Albagés.
Entre els dissenyadors hi figura Lluís Gargallo, germà de Pau Gargallo, a qui s'atribueixen els dibuixos dels panells ceràmics, i l'escultor Francesc Madurell i Torres, dissenyador de les ceràmiques en relleu del pavelló d'administració.
Els mosaics són obra de Mario Maragliano, a partir del disseny de Francesc Labarta, en el cas dels panells exteriors. Maragliano va treballar entre el 1907 i el 1911, mentre que els darrers panells de les façanes amb la història de l'hospital són obra de Lluís Brú i són de l'any 1923.
Les nombroses escultures del recinte són obra de Pau Gargallo i Catalán i Eusebi Arnau, i l'escultura arquitectònica és obra de Francesc Modolell.
Dels elements de ferro forjat i serralleria artística se'n va encarregar Josep Perpinyà.
Per a la direcció de tota l'obra, Domènech i Montaner va comptar amb un equip d'arquitectes encapçalats pel seu fill Pere Domènech i Roura entre els quals hi havia Enric Catà i Catà i el seu gendre Francesc Guàrdia i Vial.

### Ceràmica

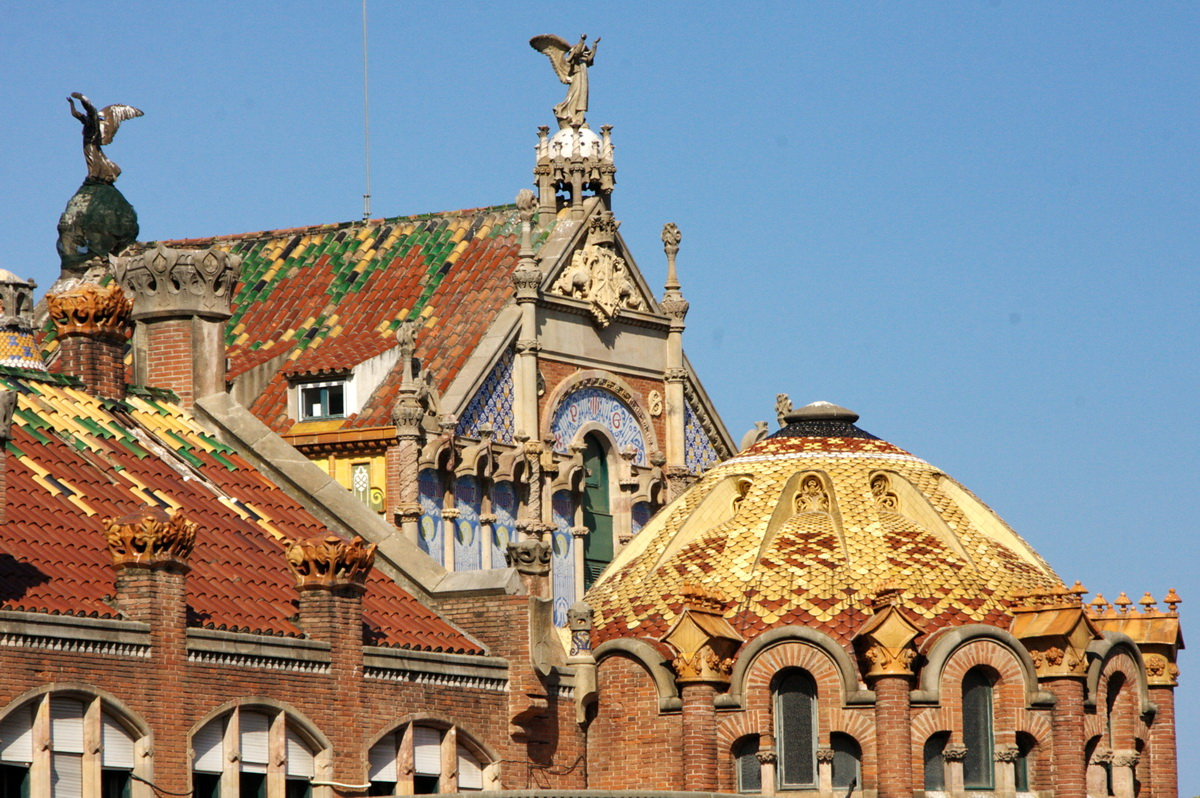
Les cobertes dels pavellons amb teules, rajoles en forma d'escata, xemeneies i pinacles fan destacar l'exuberant aplicació de la ceràmica per decorar el recinte

Domènech i Montaner donava una gran importància a la ceràmica, de la qual n'era un entusiasta i estudiós. A finals del segle xix, la recuperació de la ceràmica es va considerar un transmissor dels valors antics, convertint-la en una part important de l'ideari nacionalista. Aquesta visió va fer créixer el seu estudi i l'interès per la recuperació i el col·leccionisme. Varen ser destacats col·leccionistes Gallissà, Ramon Casas, Rusiñol o Marià Fortuny, el qual compartiria els seus coneixements de la ceràmica de reflex amb el baró Charles Davillier, gran difusor de la ceràmica catalana. En aquest context, Domènech tenia davant seu la millor oportunitat per a desenvolupar un programa integral, el qual va dissenyar detalladament.
L'ampli conjunt de ceràmica del conjunt hospitalari es pot classificar en quatre grups, segons Bohigas
- Peces que repeteixen un dibuix formant trames com a les voltes o als arrambadors.
- Rajoles amb dibuixos únics per a tota la superfície. Hi ha dibuixos de temàtica heràldica, zoomòrfica o fitomòrfica.
- Ceràmica vidriada en relleu, nervadures o elements corporis, utilitzada en revestiments.
- Trencadís de ceràmica vidriada.

### Mosaic
La utilització del mosaic dins del recinte modernista és força més modesta que a altres edificis contemporanis, com al Palau de la Música Catalana, obra del mateix Domènech i Montaner. Tot i la similitud de resultats pictòrics, el concepte higienista i el cost de confecció varen reduir l'ús del mosaic a espais més sumptuosos que funcionals. Destaquen tres tipus d'utilització:

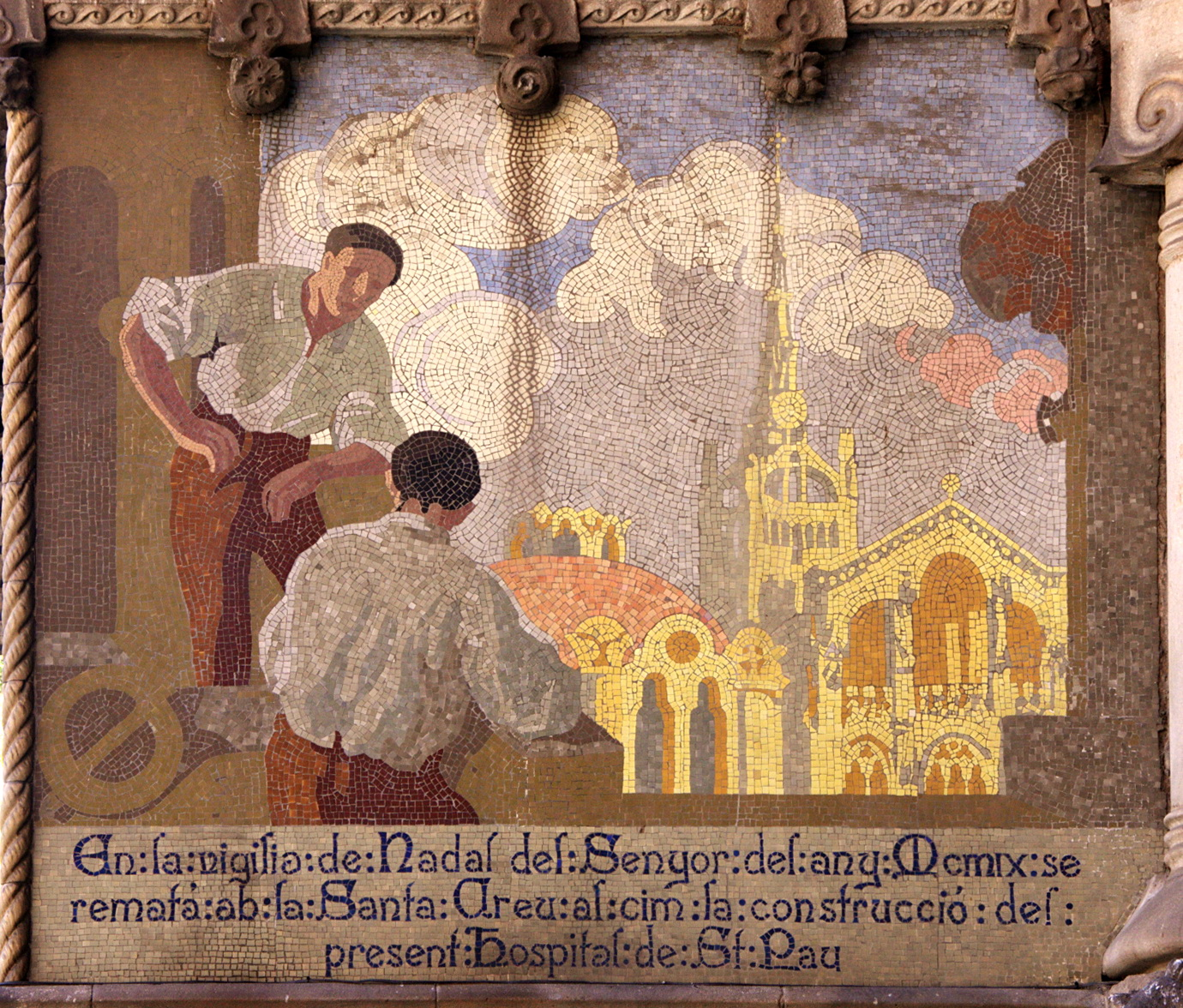
1919. Fi de la construcció de l'hospital de la Santa Creu i Sant Pau

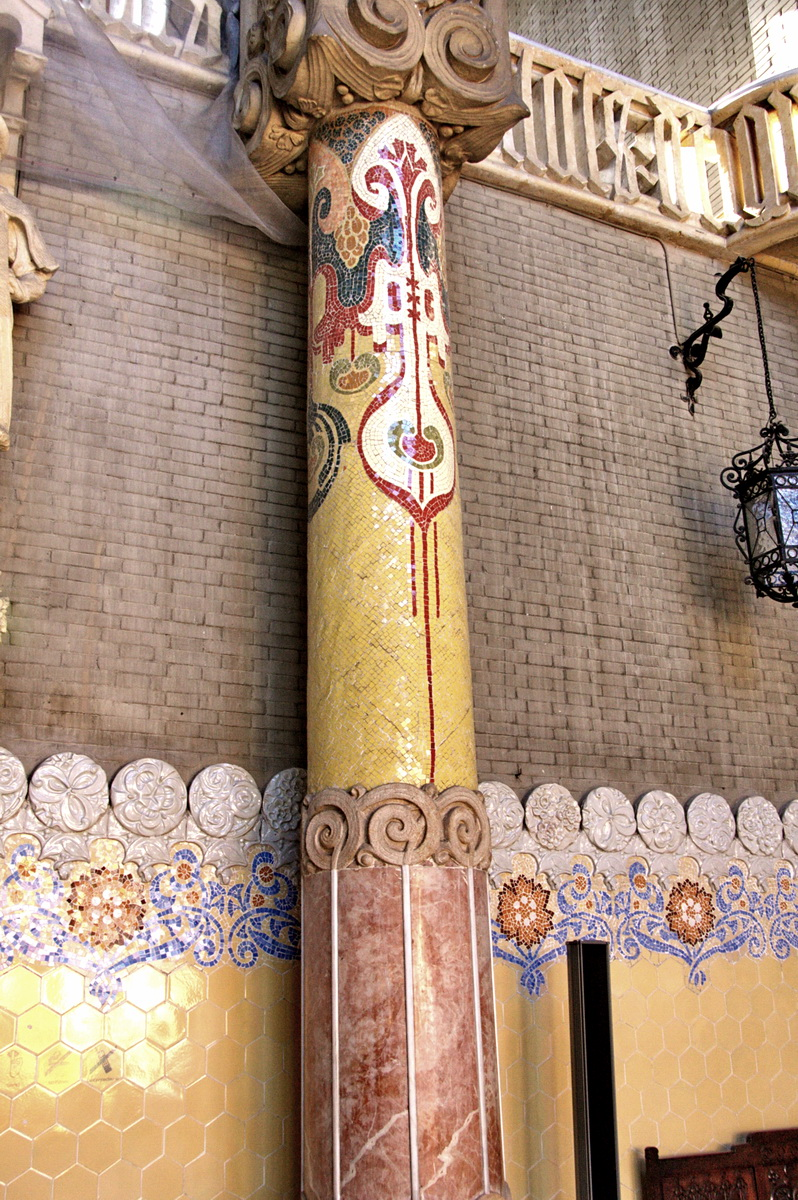
Columna i arrambador amb decoració floral en mosaic al saló d'actes

- A les zones nobles del pavelló d'administració: voltes d'antesala d'actes, entrada principal, saló d'actes…
- Als panells amb personatges de certs pavellons: sant Jordi i santa Apol·lònia als pavellons del seu nom i sant Damià i sant Cosme al pavelló d'operacions.
- Als setze panells exteriors que narren la història de l'hospital.

Envoltant del pavelló d'administració, a l'altura del primer pis, hi ha setze panells fets en mosaic, quatre visibles directament des del carrer i la resta des de dins del recinte, que narren la història de l'hospital des dels seus orígens medievals fins a la creació del centre assistencial modernista. Obeeixen a una funció didàctica per donar a conèixer a la ciutadania el compromís ancestral de comptar amb una sanitat per a tothom. Segueixen un ordre cronològic, llevat dels dos últims, els quals es varen instal·lar en un racó habilitat de la façana a l'acabament de les obres i estan situats entre els que ocupen el lloc setè i vuitè.
Els catorze primers són obra de Mario Maragliano seguint dibuixos de Francesc Labarta; els dos darrers daten de 1923 i varen ser realitzats per Lluís Brú.

### Escultura
L'escultura a l'Hospital de Sant Pau té un paper fonamental en el desplegament iconogràfic desitjat pel mecenes i interpretat i dissenyat per Domènech i Montaner. Els dos artistes clau en aquesta interpretació varen ser Eusebi Arnau i el seu alumne Pau Gargallo.
Arnau és el responsable de les peces que els contractes descriuen com «imatges de 2 m i d'1,5 a 2 m», és a dir, les figures exemptes que envolten del pavelló d'administració i les dels patrons dels diferents pavellons. També és l'autor de l'escut central de la façana.
Gargallo va dissenyar totes les figures ornamentals i les que decoren el cos central del pavelló d'administració i la torre del rellotge, però l'escultura arquitectònica que omple cada racó dels pavellons és obra de Francesc Modolell.
La pedra, com a la majoria de construccions de l'època, provenia de la pedrera de Montjuïc, tot i que es va fer servir pedra nummulítica de Girona per certes parts amb molt desgast com els esglaons de les escales.

### Vitralls
Tots els vitralls varen ser realitzats per la Casa Rigalt i Granell. Es varen fer servir vidres de tipus belga, flemish, catedral, privilegiat i blanc.
Els vitralls tenen una menor prestància en aquesta obra que en d'altres de Domènech i Montaner, com la casa Lleó Morera o la casa Navàs. Al plec de condicions ja s'especificava que els vitralls serien de colors clars i senzills, llevat de les plantes nobles del pavelló d'administració, la biblioteca, el saló d'actes, el museu i les portes d'accés als despatxos de la planta baixa. Els dissenyadors modernistes feien servir els vitralls com a simbologia i per aconseguir uns espais cromàtics i de creació d'ambients; és per això que Domènech va limitar el color a les àrees administratives i règies, deixant el blanc per les àrees d'infermeria. Probablement, aquest trencament amb la línia modernista de la resta del conjunt és a causa d'un ajustament pressupostari. Els dissenys són de Labarta i repeteixen la iconografia historicista de representació dels hospitals originaris i del mecenes.
Els vitralls dels pavellons de Domènech i Roura responen a un disseny de Miquel Farré i Albagés.
- Finestres a la caixa d'escala d'honor
- Els vitralls amb la iconografia de l'Hospital recorren el passadís de la planta baixa
- Pas de porta a la planta baixa del pavelló d'administració
- Saló d'actes
- Vitrall central de la façana principal

### Forja

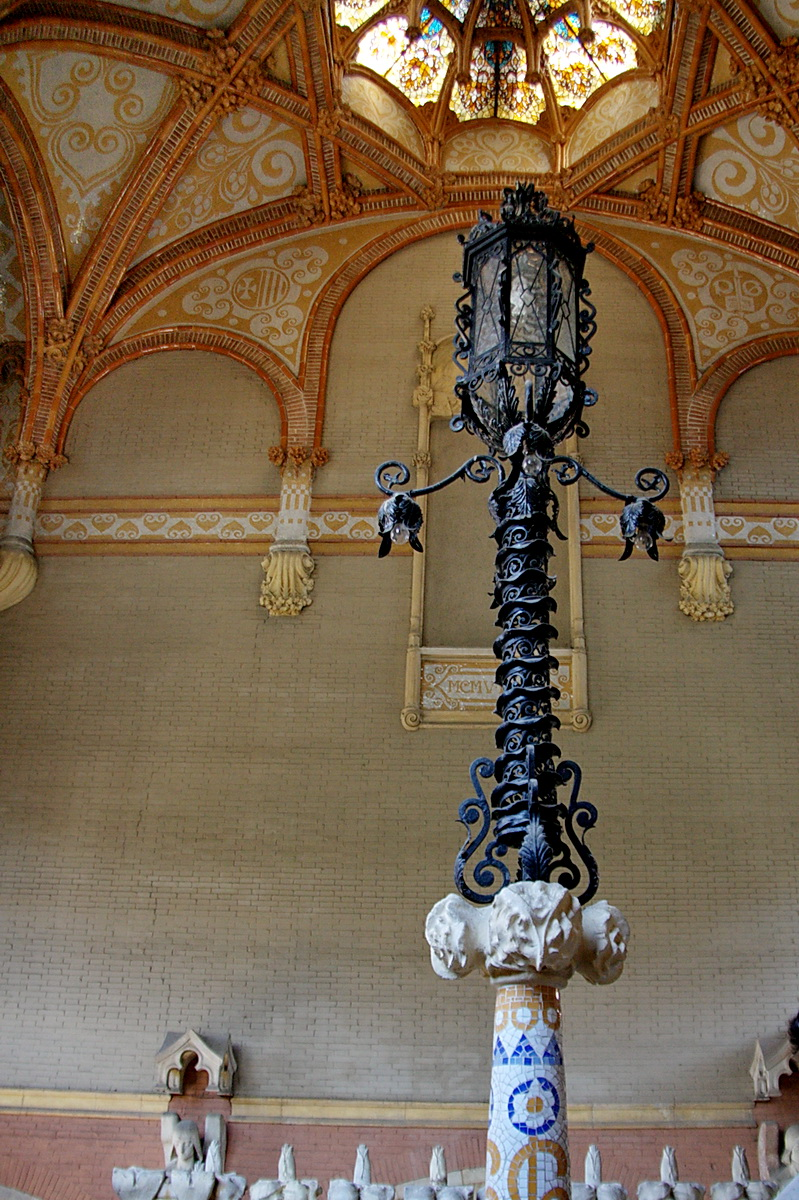
Fanal a l'escala d'honor

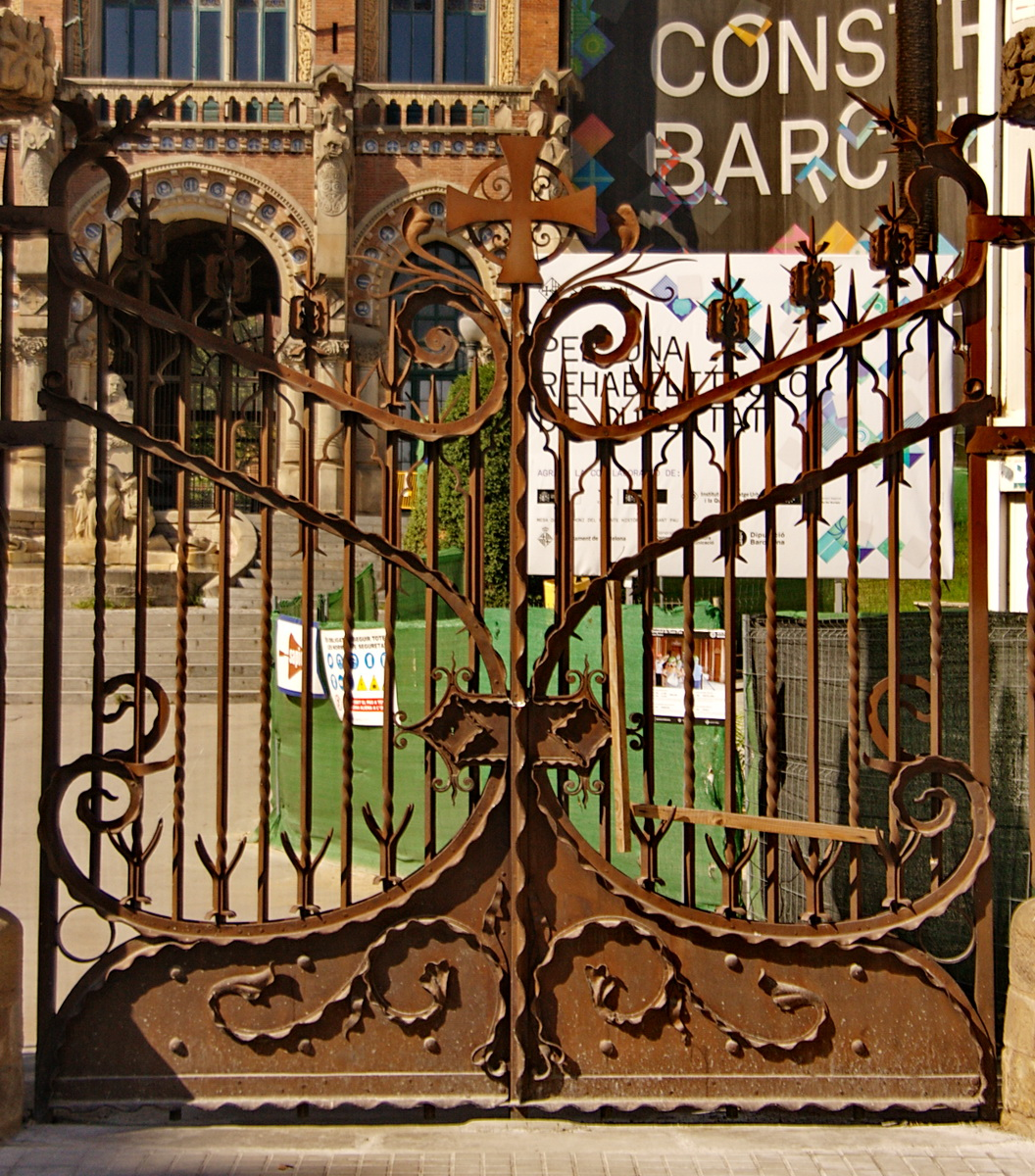
Porta d'accés al recinte

Les reixes parteixen dels esquemes de la reixeria gòtica. L'accés principal consta de tres portes de dues fulles cadascuna amb barres verticals acabades en florons de formes geomètriques; tots ells estan cosits per una peça el·líptica amb perfil de «T» i contorn fistonejat que comença prop de la frontissa més alta i, després de recórrer tot l'espai, acaba prop de la base amb una voluta final. La part baixa de la porta està feta amb planxa amb una lleu decoració simulant un coup de fouet. La part alta de la unió de les dues fulles quan està tancada està coronada per una creu patent i dos àngels que la custodien. El gran espai enjardinat que hi ha fins a la façana de l'edifici principal està tancat per un reixat del mateix disseny, sustentat cada 10 metres per un conjunt de tres pilars de maons vitrallats coronats en florons de pedra i decoració heràldica.
A la resta del recinte la forja és escassa, ja que hi ha reixes a les finestres i els pocs balcons que existeixen són de pedra. A banda d'algun element decoratiu al pavelló d'administració, com el gran fanal al centre de l'escala d'honor, també a les parts altes d'aquest edifici i la torre del rellotge s'hi poden trobar alguns elements de seguretat amb una decoració molt discreta, quasi noucentista.

### Premis i distincions
L'any 1913, l'Ajuntament de Barcelona li va concedir el premi especial al millor edifici al concurs anual d'edificis artístics. Es tractava d'un premi especial per l'extraordinària obra, ja que el jurat considerava que cadascun dels edificis era per si sol mereixedor d'un premi. Per aquest motiu, en comptes de lliurar la tradicional placa de reconeixement que es col·locava a la façana, va crear-ne una de més gran i distingida, dissenyada per Manel Fuxà i Leal i que es va col·locar al vestíbul, al començament de l'escala d'honor. Coincidia amb el tercer guardó que rebia Domènech i Montaner, després d'obtenir-lo per la casa Lleó Morera i pel Palau de la Música Catalana, i per aquest motiu l'Ajuntament de Barcelona li va atorgar la medalla d'or de la institució.
L'any 1991 fou guardonat amb la Creu de Sant Jordi. El 1997 la UNESCO va declarar l'Hospital de Sant Pau Patrimoni de la Humanitat. L'any 2001 fou guardonat amb la Medalla d'Or de la Generalitat de Catalunya per ser una «institució que ha sabut donar resposta als canvis i a les noves necessitats de la societat catalana que canvia d'ubicació per esdevenir un hospital que adopta una visió integral en la cura de la salut de tota la població de referència, mitjançant el desenvolupament tecnològic i un servei d'alta qualitat».